# 中環及灣仔填海計劃

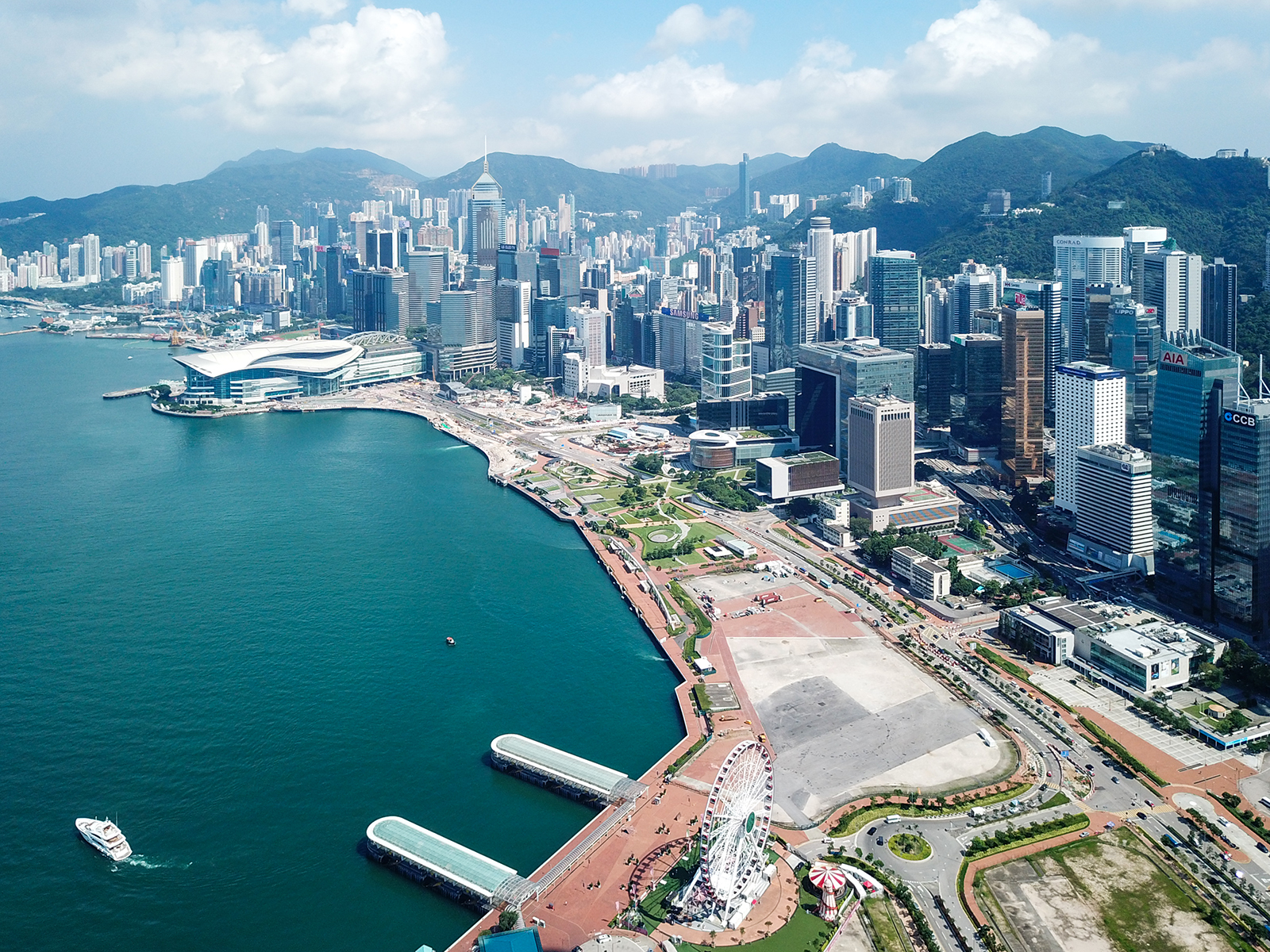
中環及灣仔填海計劃（2018年7月）

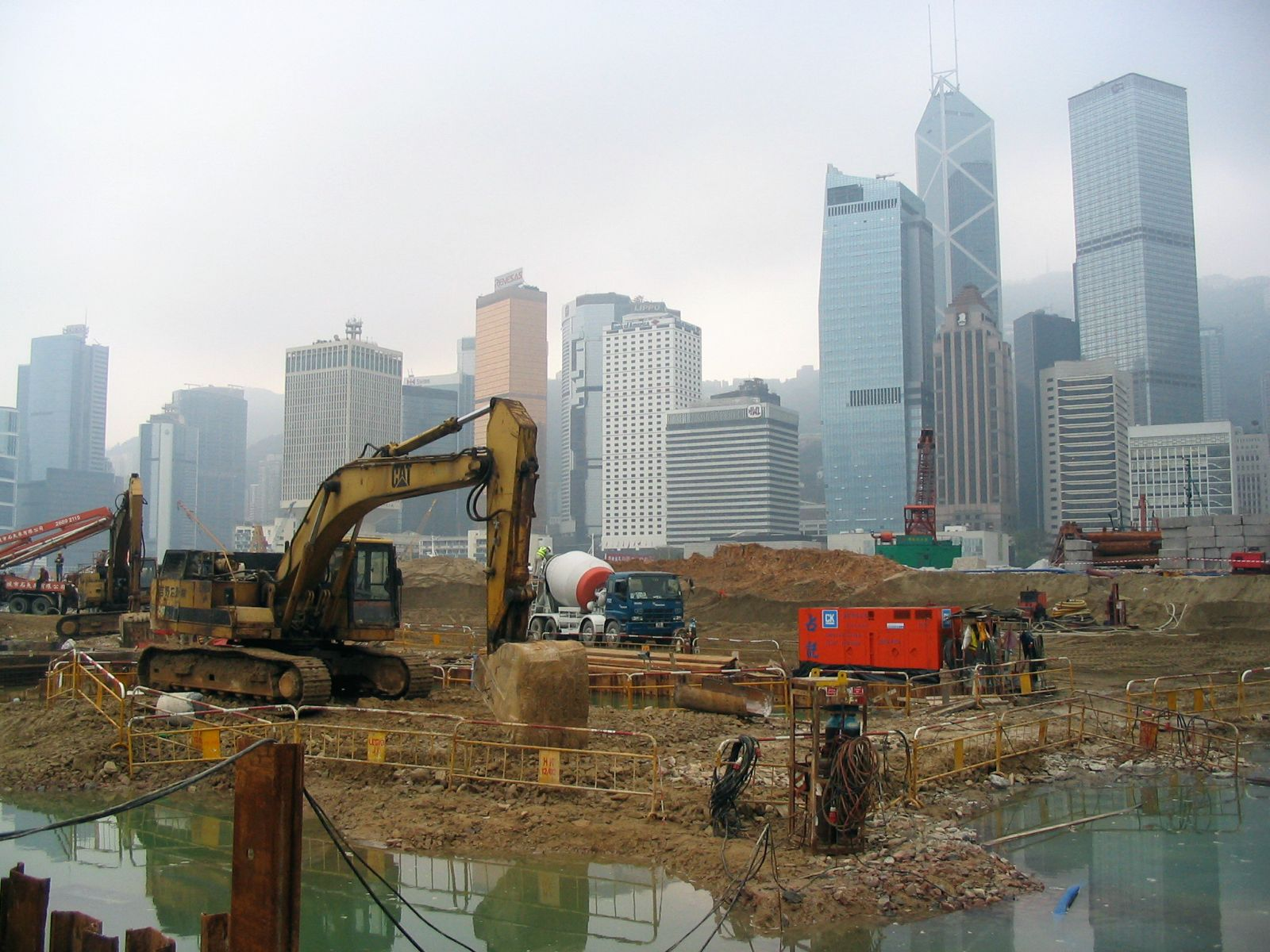
中環及灣仔填海計劃──中區填海計劃第3期在中環海濱施工中（2005年）

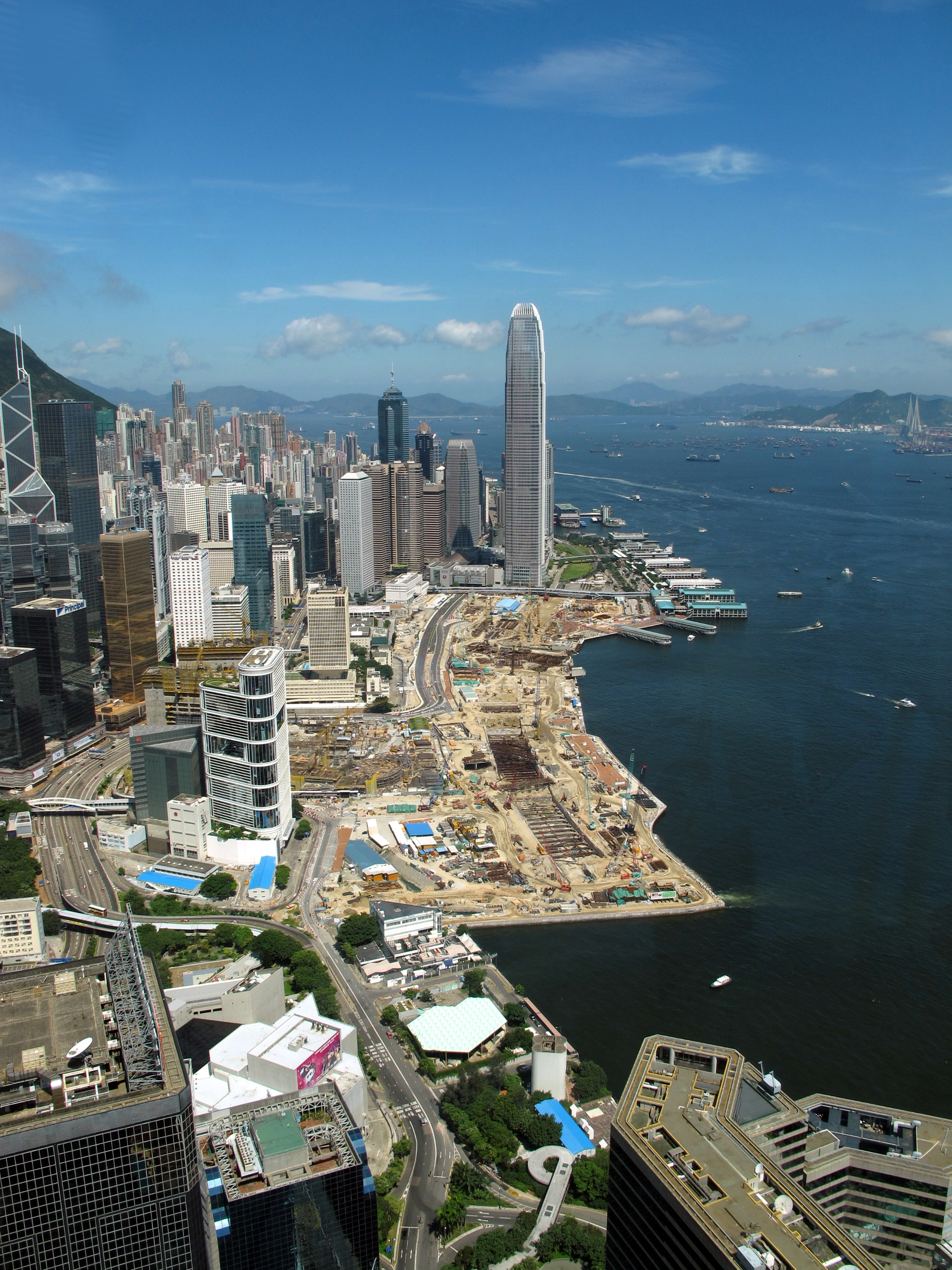
中環及灣仔填海計劃──中區填海計劃第3期在中環海濱施工中（2010年7月）

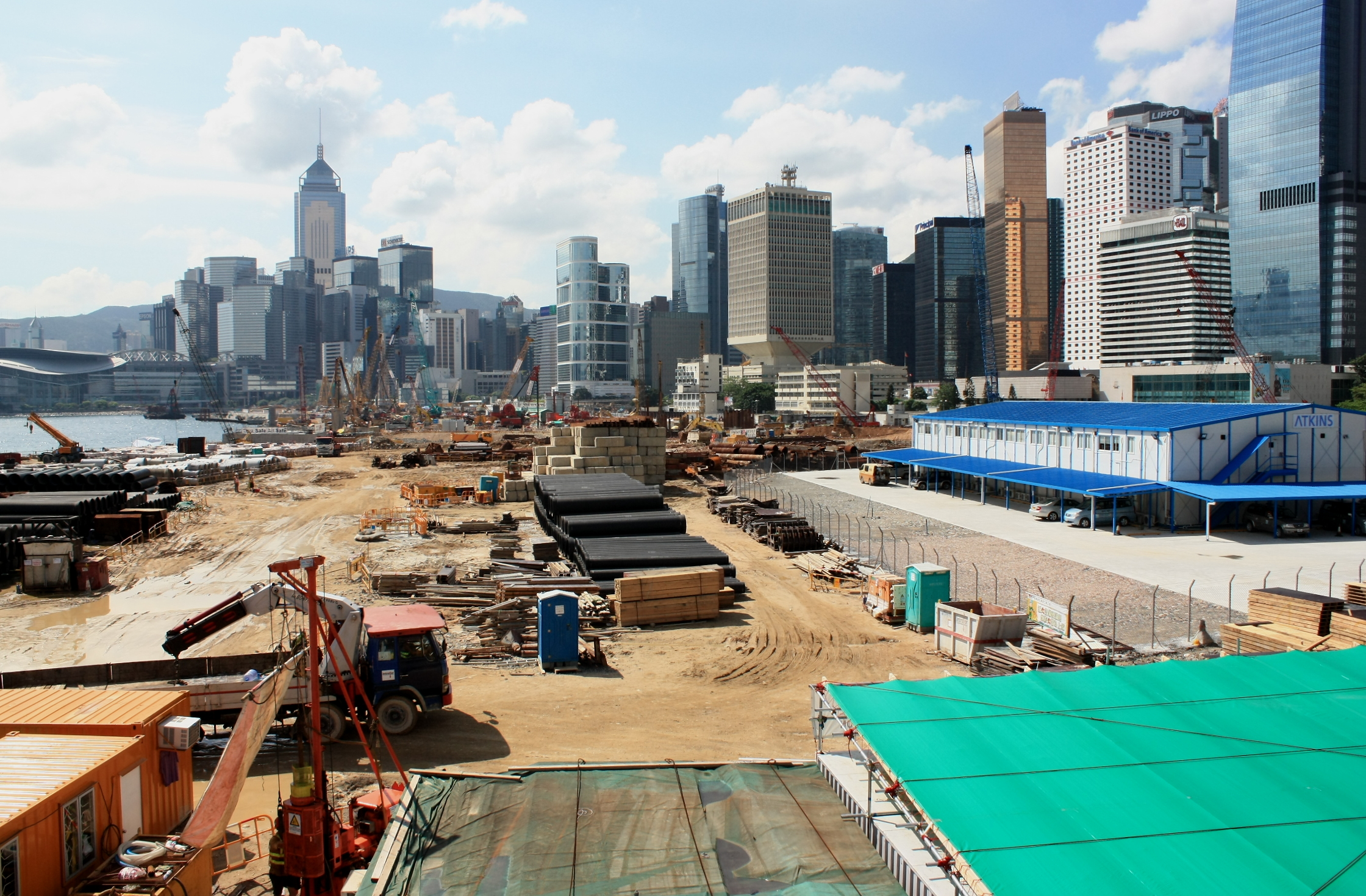
中環及灣仔填海計劃──中區填海計劃第3期在中環海濱施工中（2009年6月）

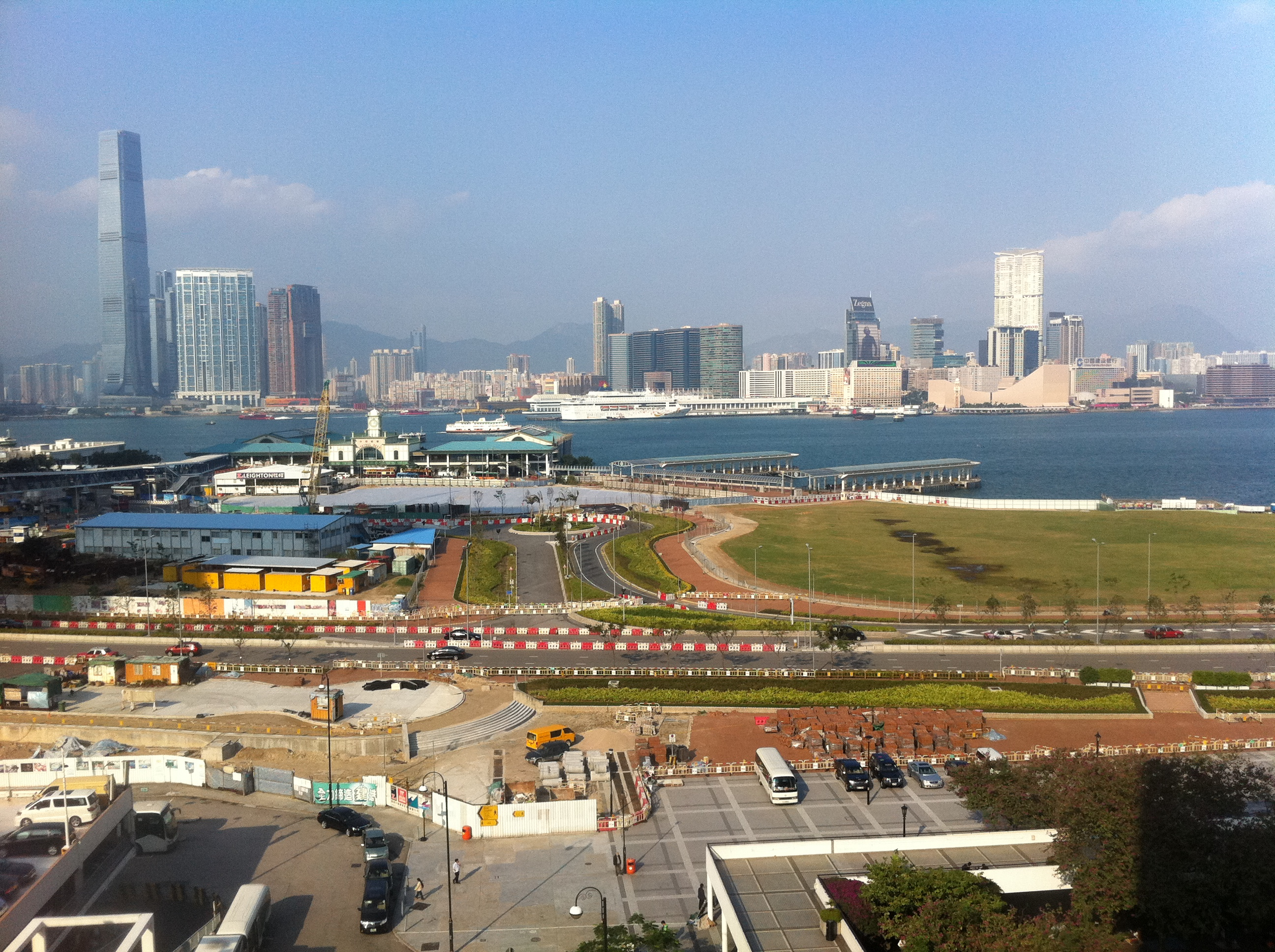
中環及灣仔填海計劃──中區填海計劃第3期竣工（2012年12月）

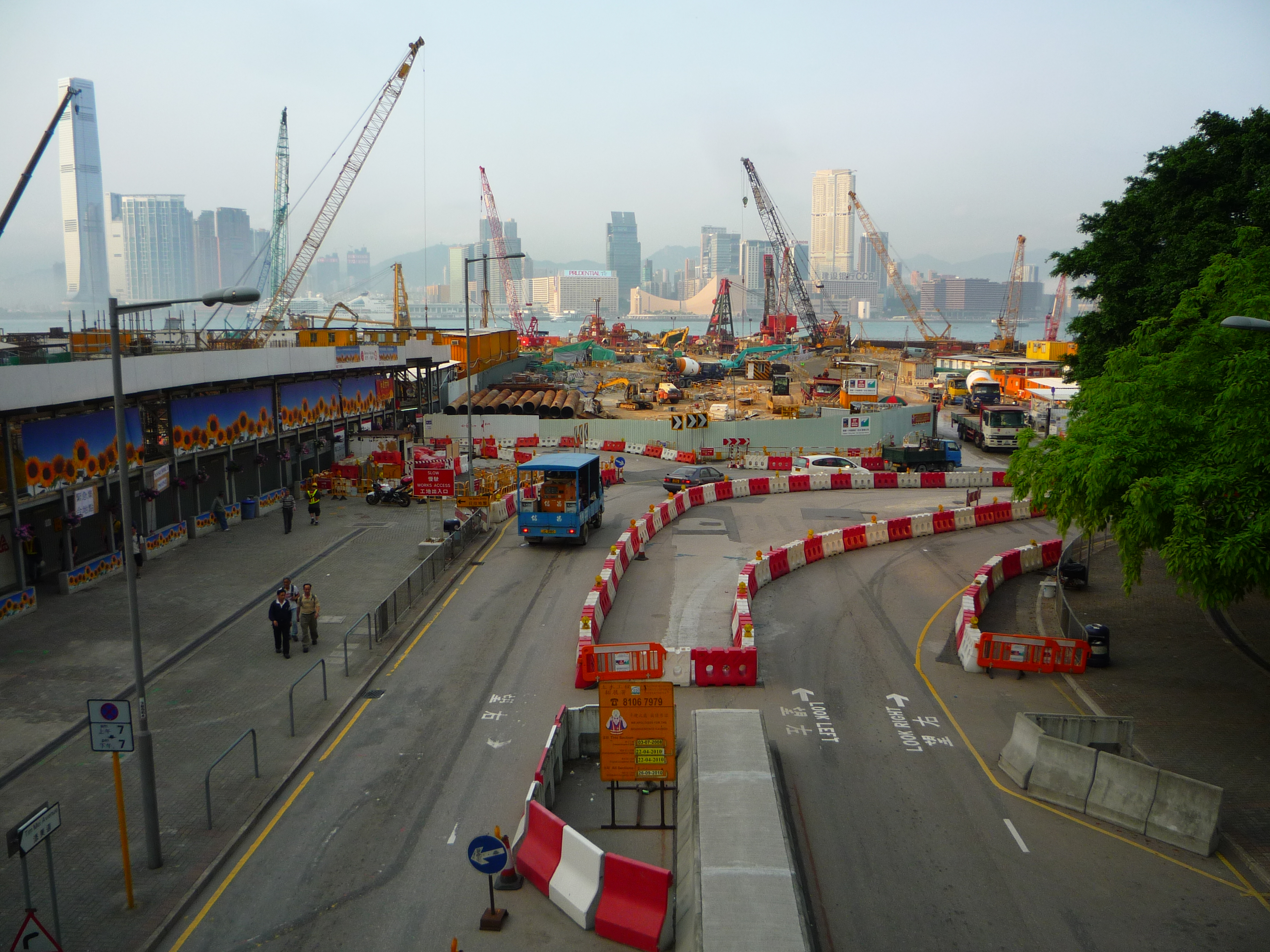
中區填海計劃下相應的交通改道

《中環及灣仔填海計劃》（英語：Central and Wan Chai Reclamation）是一份在香港香港島區進行的大型填海計劃，旨在為中環灣仔繞道（即4號幹線的新路段）及擬建的鐵路支線提供土地，並且建造一條世界級的海濱長廊，為區內提供額外休憩及綠化用地，以提升維多利亞港海旁的吸引力。《中環及灣仔填海計劃》為5期進行，於1993年起啟動第一期（今國際金融中心及中環碼頭）。隨着《灣仔發展計劃》第2期連同中環及灣仔繞道於2018年完成，歷時25年的填海計劃終告完工。

## 計劃沿革

### 都會計劃
在1983年10月發表的《海港填海及市區發展研究》提出了在中環及灣仔進行填海工程的需要。當時，香港政府計劃對香港市區作出粗略的都會概念規劃，以應付於21世紀的發展需要。因此，香港政府於1987年至1990年期間進行《都會計劃選定策略》的研究，作為2011年前重整都會區的土地用途、運輸及環境規劃架構，策略涉及廣泛的市區土地規劃，包括荃灣與葵青、西九龍、啟德、九龍中部及東部、香港島西部、東部及南部。《都會計劃選定策略》於1991年9月17日獲得行政局通過，相關香港政府部門根據策略逐步落實為指定地區規劃目標，進而制定發展綱領。《都會計劃選定策略》為《中環及灣仔填海計劃》提供了原始的規劃概念。
由於香港人口急劇增長，市區人口於1999年達到《都會計劃選定策略》擬訂的上限（420萬人）。同時，亞洲金融風暴的影響以及公眾強烈反對在維多利亞港進行新的填海工程，以填海供應新土地的發展方式受到限制，原來的《都會計劃選定策略》基本建議不再適用。因此《都會計劃選定策略》於1998年及2003年分兩階段完成全面檢討研究，以修正原來的規劃策略。

### 後過渡期的基礎建設發展
隨著啟德機場的容量於1994年至1996年接近飽和，香港政府於1970年代起就新機場選址及規劃進行研究，惟建築費用高昂，計劃一直無落實。1989年，香港因為六四事件引起信心危機，香港總督衛奕信隨即在10月11日宣讀的《施政報告》中，宣佈興建新機場及相關配套設施，即後來的《香港機場核心計劃》，藉此穩定香港市民信心。《香港機場核心計劃》落實了《中區填海計劃》第1期及《西九龍填海計劃》等填海工程。同時，為了維持香港在「後過渡期」的經濟持續發展，香港政府於1990年代極力推動大型基礎建設工程，位於愛秩序灣避風塘內的《愛秩序灣發展計劃》、位於黃埔花園海濱的《紅磡灣填海計劃》第1期及第2期、在添馬艦海軍基地舊址進行的《中區填海計劃》第2期、為香港會議展覽中心新翼提供土地的《灣仔填海計劃》第1期等填海工程，相繼於1990年代中葉落成。

### 《保護海港條例》與有關訴訟
隨著多項大型填海工程相繼啟動，逐漸使到部份香港社會人士認為香港政府漠視天然資源，盲目填海造地，因而引起強烈不滿。保護海港協會於1995年11月成立，成功得到17萬名香港市民簽名支持立法保護海港，《保護海港條例》（《香港法例》第531章（页面存档备份，存于））於1996年由香港立法局議員陸恭蕙以私人草案形式提交立法局，於1997年6月27日獲得通過。條例訂明維多利亞港為香港人的特別公有資產及天然財產，必須受到保護和保存，並且設定了不准許在維多利亞港進行填海工程的法定原則，所有公職人員和公共機構在行使任何歸屬權力時，都必須要考慮以上的法律原則。
香港主權移交後，大型基礎建設仍然是香港政府促進香港經濟的主要措施之一。同時，由於香港島4號幹線之主要道路的負荷即將飽和，香港政府認為有急切需要填海興建中環灣仔繞道，以抒緩香港交通擠塞問題，及取代干諾道、夏愨道、告士打道及維園道成為4號幹線一部分。2002年12月17日，行政會議批准《中區填海計劃》第3期工程，填海面積達23.11公頃，於同年12月27日正式刊憲。
其後，保護海港協會認為城市規劃委員會通過《灣仔填海計劃》第2期工程違反《保護海港條例》，遂於2003年2月27日向法院提出司法覆核；法院於同年7月8日裁決城市規劃委員會敗訴，使到上述工程的批准被迫取消，並且指出有關填海計劃必須附合3個條件測試：
1. 有迫切性、具充分理由及有即時需要；
2. 沒有其他切實可行的選擇；
3. 對海港造成的損害減至最少。

保護海港協會認為此判決對於正在進行的《中區填海計劃》第3期工程具有約束力，遂要求香港政府停止有關工程，但是香港政府以停工將會令到承建商向香港政府提出鉅額索償為理由拒絕，堅持繼續工程。保護海港協會繼而於8月26日申請直接向終審法院上訴，為灣仔填海工程的判決尋求進一步的法律裁定及詮釋；該司法覆核於9月27日獲得接納，房屋及規劃地政局局長孫明揚於是宣佈有關工程暫時停止。10月6日，高等法院以有關工程尚未到達不可彌補的階段為理由，裁決香港政府勝訴，並且毋須暫緩填海工程，保護海港協會其後提出上訴。為免爭議持續加劇，香港政府主動按照法院提出的3個條件檢討有關工程，並且積極約見相關的專業團體與民間環境保護組織，以爭取香港市民的認同與支持。為了回應保護海港協會就《中區填海計劃》第3期提出的兩個減少填海面積方案，與海港之友印製的小冊《維港初階》所載的一些指控，香港政府先後於12月1日及18日印發名為《我們的海港─過去、現在、未來》及《中區填海第三期工程面面觀》的小冊，以圖文兼茂的方式申明進行《中區填海計劃》第3期的興建理由與法律依據。12月5日，香港政府完成了《中區填海計劃》第3期工程的檢討，認為附合法院提出的3項條件。高等法庭原訟庭於2004年3月9日裁決駁回保護海港協會就《中區（擴展部分）分區計劃大綱圖》所提出的司法覆核，保護海港協會其後宣佈不予上訴，有關訴訟至此告一段落。

### 優化海濱研究
為了檢討《灣仔填海計劃》第2期，並且就擬定進行填海的《東南九龍發展計劃》諮詢，香港政府於2004年4月成立共建維港委員會，由李焯芬教授擔任主席，委員會由6名官方成員及23名來自不同專業團體、環境保護組織、保護海港組織、商界等領域的非官方成員。委員會於2005年1月展開名為《優化灣仔及鄰近地區海濱的研究》，透過公眾參與方式，凝聚香港市民就灣仔海濱規劃概念的共識，從而擬訂發展概念圖則及分區計劃大綱草圖。

### 中環新海濱城市設計研究

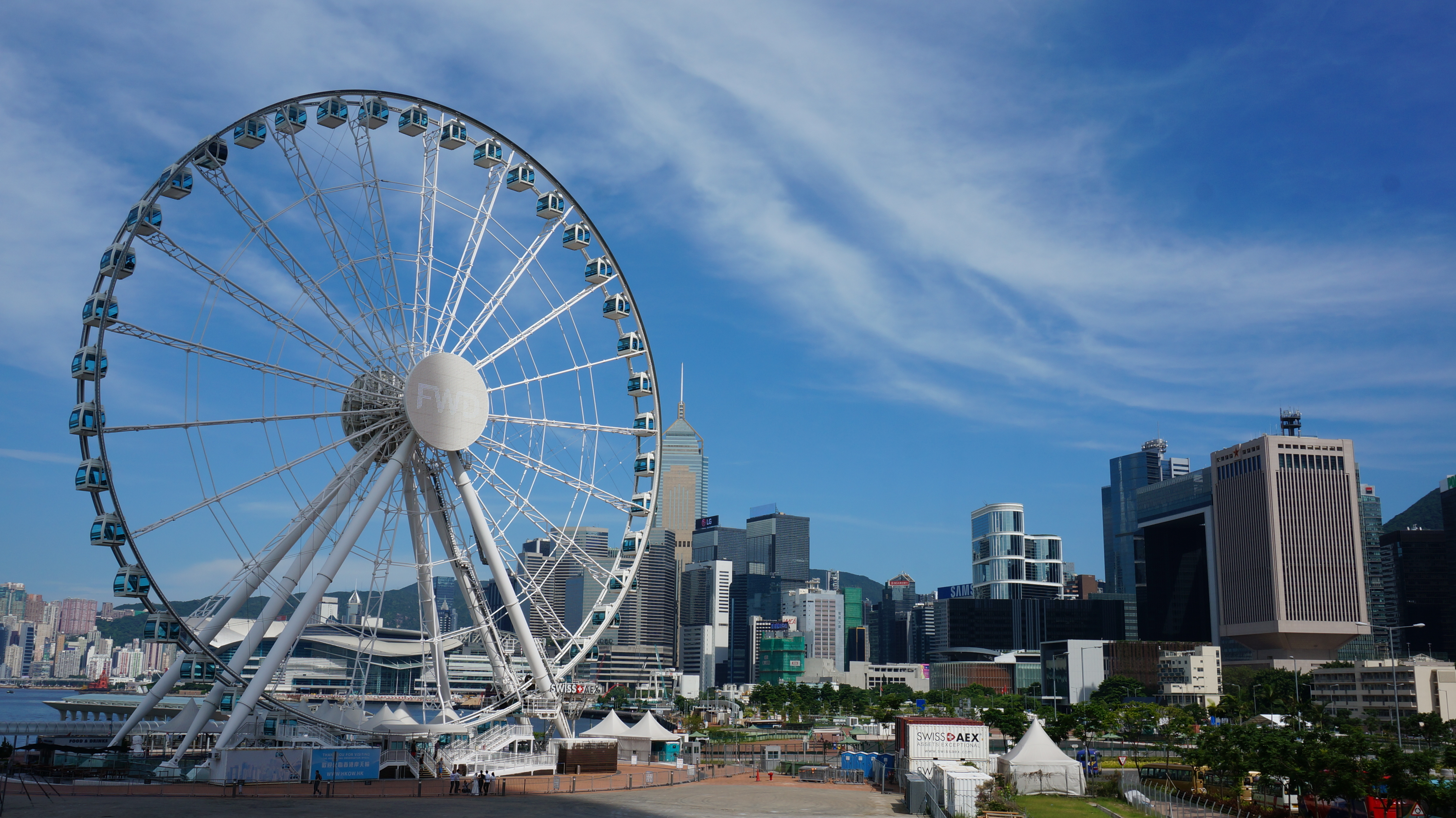
香港摩天輪

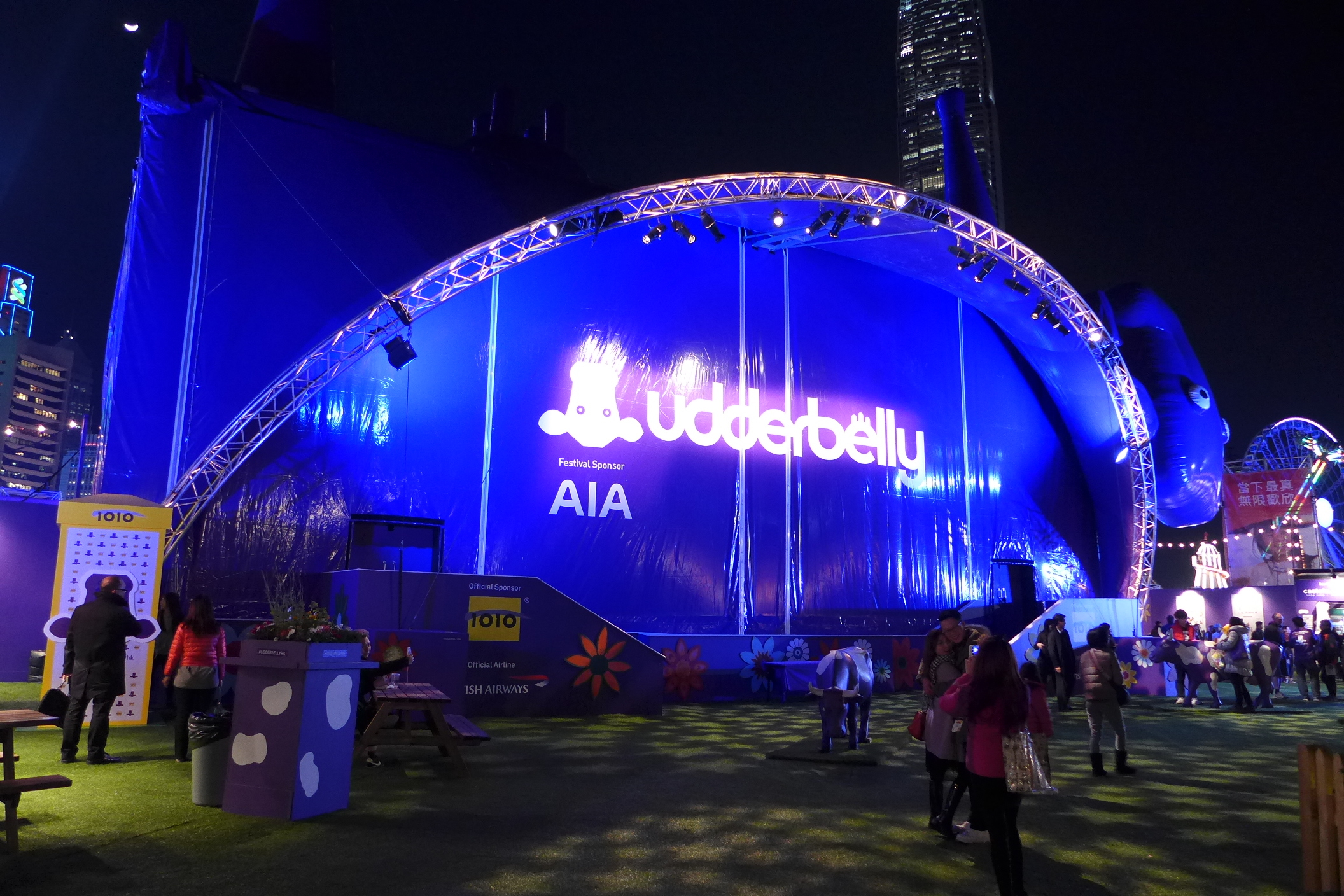
2015年12月至16年2月，中環新海濱設Udderbelly 紫色牛牛劇場

《中環新海濱城市設計研究》是規劃署於2000年代展開的中環海濱與城市設計研究的公眾參與活動，旨在透過展覽及公作坊，與香港社會各界共同設計優化中環新海濱的城市設計大綱及為主要用地擬備規劃／設計綱領，同時探討重組皇后碼頭及重建天星鐘樓的選址及設計意念。透過公眾參與過程，將公眾意見融匯於研究中，以達致可持續發展及滿足公眾的期望。
第一階段公眾參與於2007年5月3日開始至6月30日完成，研究重點為重組皇后碼頭和重建舊天星鐘樓的可能選址與設計概念。第二階段公眾參與於2008年4月11日開始至7月10日完成，研究顧問因應第一階段所收集的公眾意見，提出了經優化的城市設計大綱、主要用地的設計概念、以及重組皇后碼頭和重建天星鐘樓的不同地點的設計概念。
2013年起，中環新海濱部分臨海用地以短期租約形式租出，提供摩天輪及其他遊樂設施，為到大型活動提供場地，部分用地則為建造以簡約設計為主的臨時休憩用地和寵物公園。
2013年10月，地政總署再以短期租約方式為位於龍和道香港大會堂正前方一幅逾36,000平方米用地招標，除了可以用作臨時表演場地，亦供予商業推廣及展覽用途；然而，規定中標者每年提供不少於12項、不少於120日的免費公眾活動，其中兩項必須最少佔該用地一半。
其新海濱三號用地，政府希望能夠打造成香港的嶄新地標。雖然民間人士和區議員要保留原有的郵政總局，建築團隊亦設有方案保留原有建築，但被政府拒絕。而地政總署的標書更表明賣地章程必須清拆郵政總局，如果投標方案沒有根據政府要求，則不獲考慮和進行評估。項目在2021年6月截標後共收到6份標書，到2021年11月3日，恒地以508億奪得地皮，批租期為50年。項目總建築面積為161萬平方呎，分兩期開發展，第一期會在2027年完成，第二期在2034年完成。

## 工程

### 中區填海計劃

#### 第1期

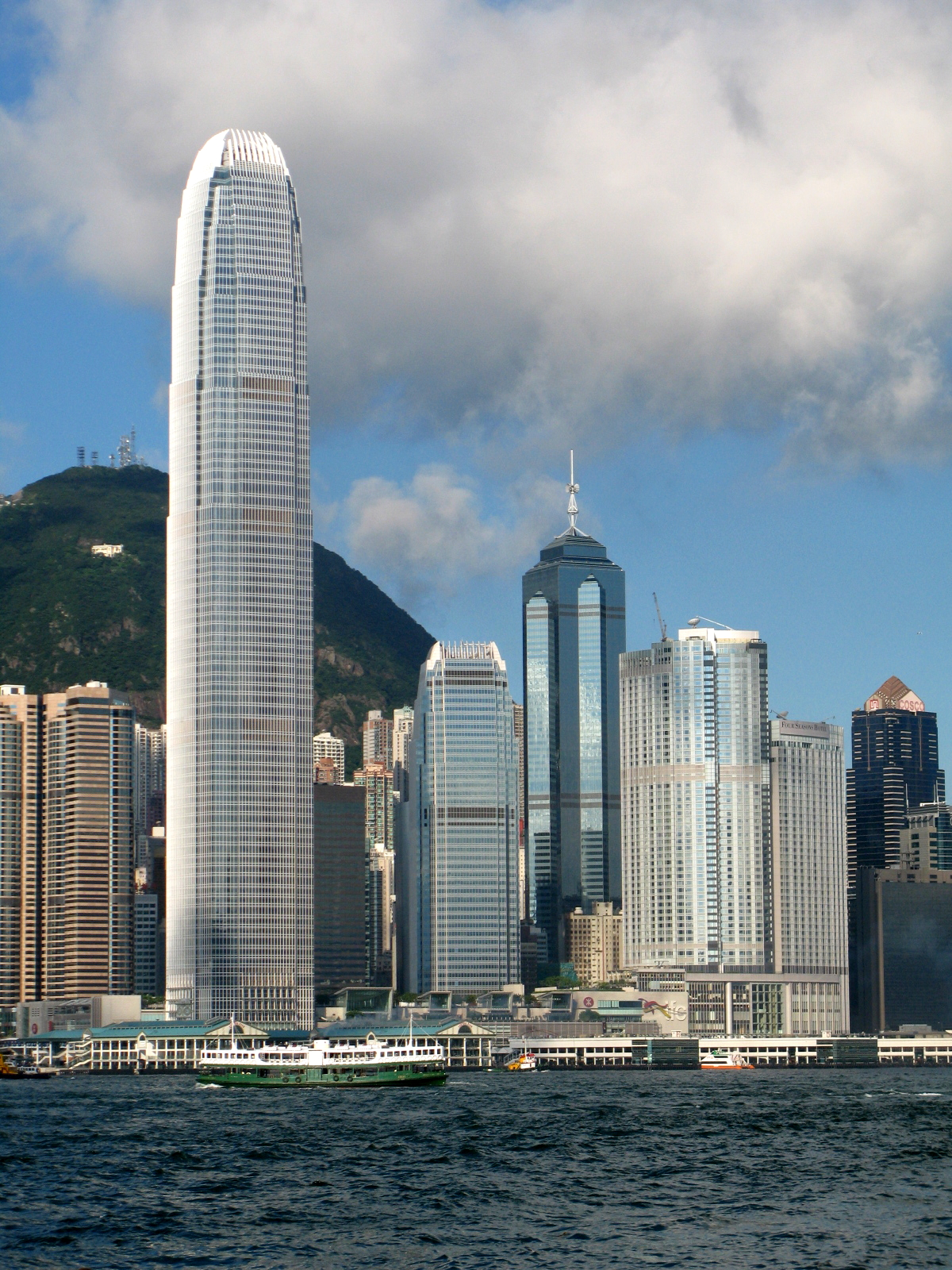
中區填海計劃第1期填海地的建築群

《中區填海計劃》第1期是香港機場核心計劃的工程之一，於上環與卜公碼頭之間填造約20公頃土地，將中區海岸線向前伸展最多達350米，耗資27億1千萬港元；主要用作興建港鐵香港站、擴展中環商業區、重置中環碼頭及置地多座商廈的海水泵房。工程由前地鐵公司代建，於1993年9月展開，於1996年3月竣工。
現有主要建築物：
- 國際金融中心一期及二期
- 香港四季酒店
- 四季匯
- 港鐵香港站
- 中環1號碼頭（即中區政府碼頭）
- 中環2號至7號碼頭

現有道路：
- 民吉街
- 民祥街
- 民寶街
- 民光街
- 民輝街
- 民耀街
- 金融街
- 港中里

#### 第2期

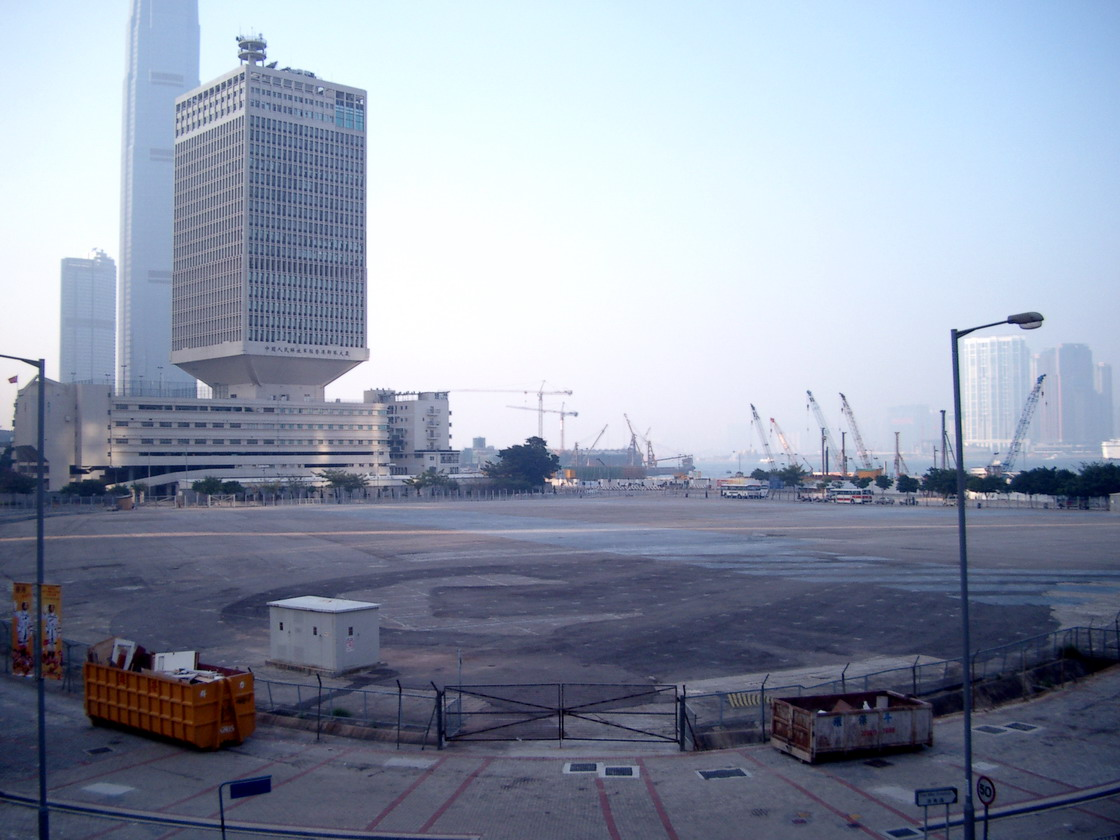
《中區填海計劃》第2期填海地皮（攝於2005年）

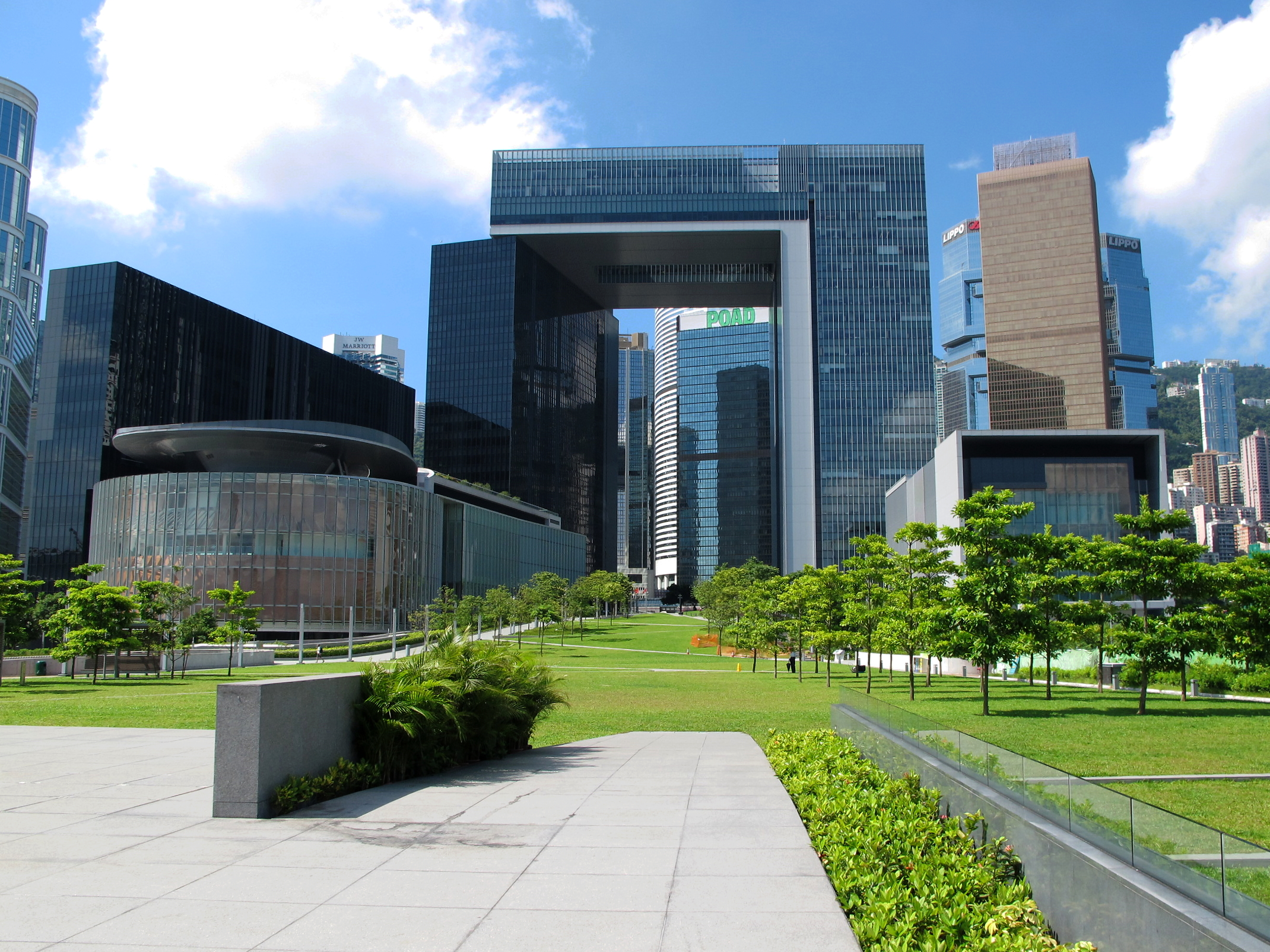
《中區填海計劃》第2期填海地皮上的添馬艦發展工程（攝於2013年8月）

《中區填海計劃》第2期原址為添馬艦海軍船塢，總填海面積為5.3公頃，主要進行添馬艦發展工程，興建新政府總部、行政長官辦公室、立法會綜合大樓、添馬公園和中西區海濱長廊；耗資3億2千萬港元，工程於1994年2月展開，於1999年竣工。
現有主要建築物：
- 中信大廈
- 政府總部
- 行政長官辦公室
- 立法會綜合大樓

現有道路：
- 添美道
- 龍匯道
- 添華道

#### 第3期

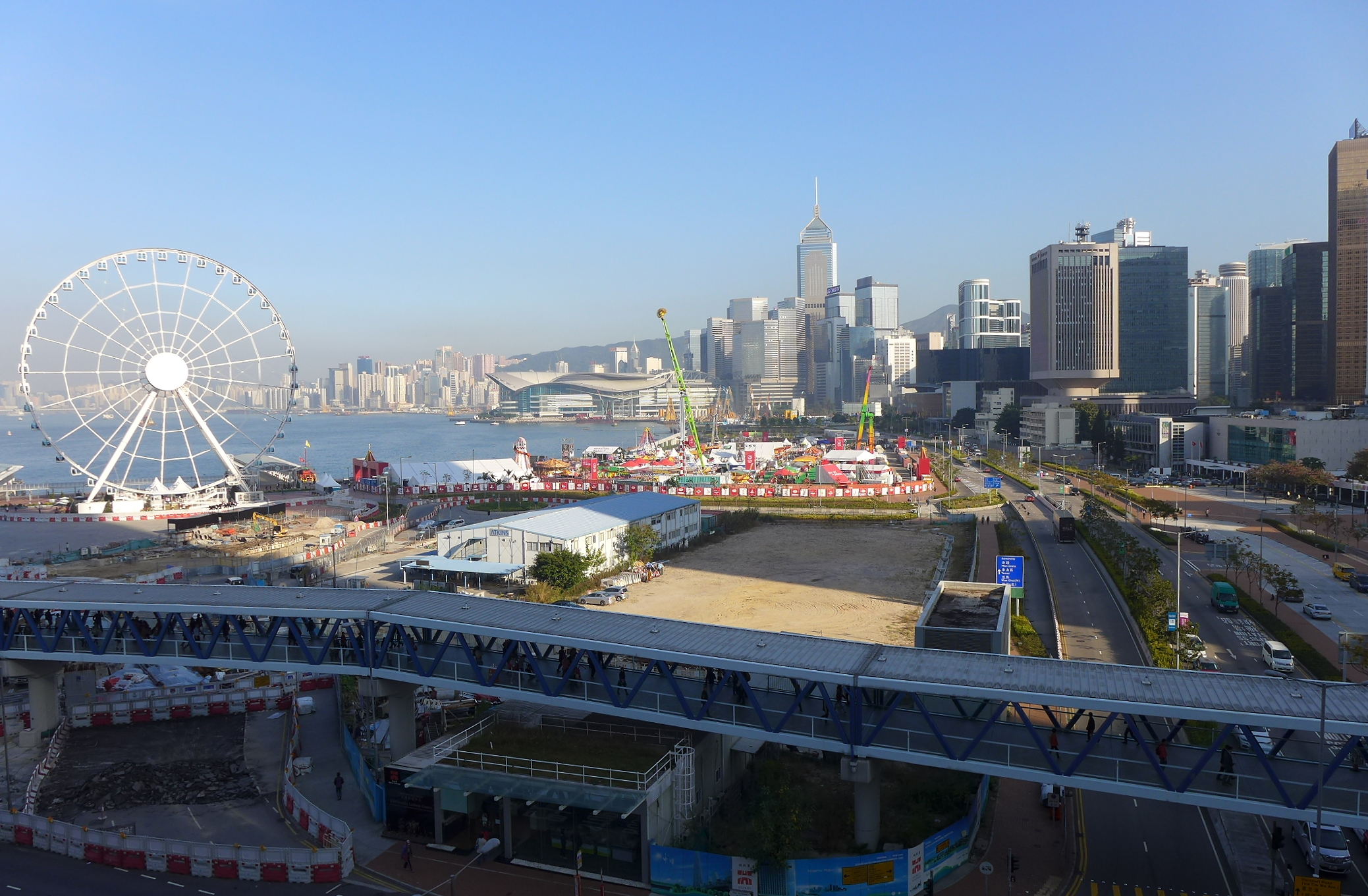
完成填海的中區（攝於2015年1月）

《中區填海計劃》第3期為添馬艦對出海濱，總填海面積為18公頃（原計劃為32公頃，於1999年修訂為23公頃，於2000年4月再將東面的5.3公頃土地納入灣仔發展計劃第2期），連接《中區填海計劃》第1期及《灣仔發展計劃》第2期的填海區；主要用作興建新天星碼頭（包括改建原有7號碼頭及新建8號碼頭）、公眾碼頭、鐵路及道路預留位置、中區軍用碼頭泊位預留位置及中西區海濱長廊等。同時提供土地發展中環灣仔繞道、P2道路網（現龍和道）及機場鐵路掉車隧道等；耗資37億9千萬港元，工程於2003年2月28日展開，填海工程於2008年年底竣工。餘下的道路、排水及中環灣仔繞道隧道管道工程於2011年10月大致完成。P2道路網及其相關道路已在2018年6月18日早上6時啟用。
為了配合《中區填海計劃》第3期，香港政府需重置受影響的冷氣用海水泵房，並計劃於中環至灣仔海濱一帶興建5幢電力供應大樓，以及連接重置泵房的通風塔。土木工程拓展署建議在大樓外牆進行綠化，擬定出3個方案，包括將大廈外牆打造成為竹林或者樹木模樣，令到建築物更能夠融入海濱環境。2013年10月24日，海濱事務委員會轄下的港島區海濱發展專責小組舉行會議討論有關建議。
此外，當中佔地面積達36,600平方米的可用空間命名為「中環海濱活動空間」，被政府委託Central Venue Management Limited代為獨家管理及營運，於2014年5月生效。
而中環9號至10號碼頭附近的空地則設置高60米的香港摩天輪，於2014年12月5日下午5時開幕。
現有主要建築物：
- 中環7號碼頭
- 中環8號碼頭（即香港海事博物館）
- 中環9號碼頭
- 中環10號碼頭

現有道路：
- 龍和道

- 卸泥中的挖泥船，民耀街對上的中區行人天橋系統上 
（攝於2008年1月）

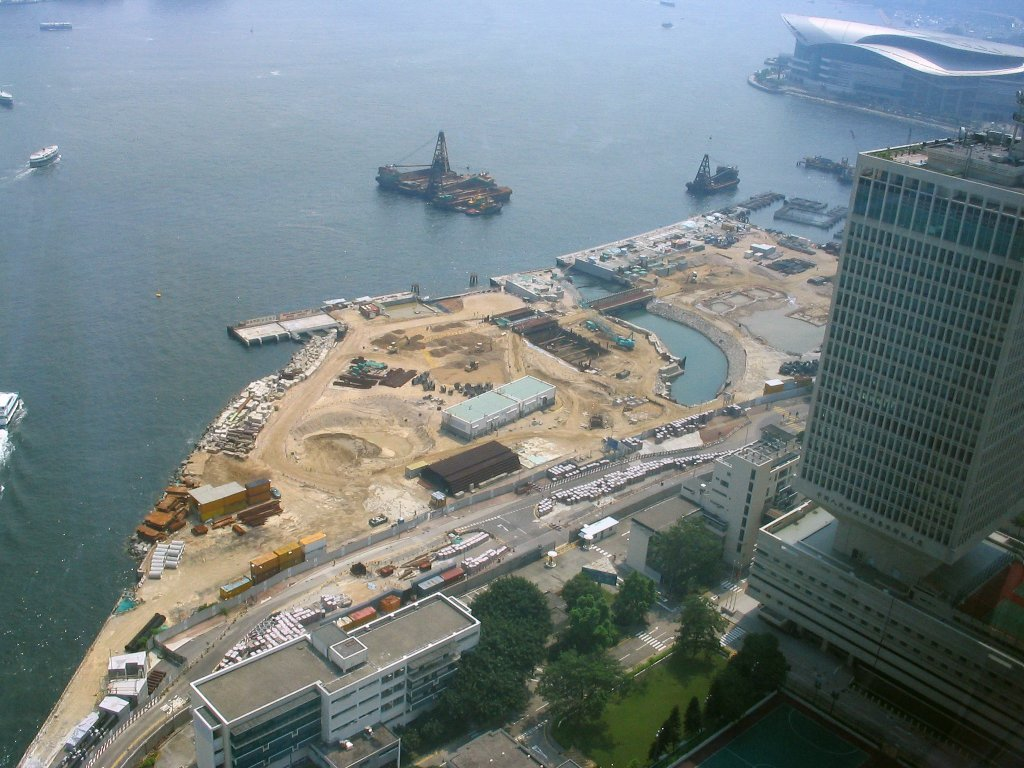
推泥入海中的挖土機，民耀街對上的中區行人天橋系統上 （攝於2008年1月）
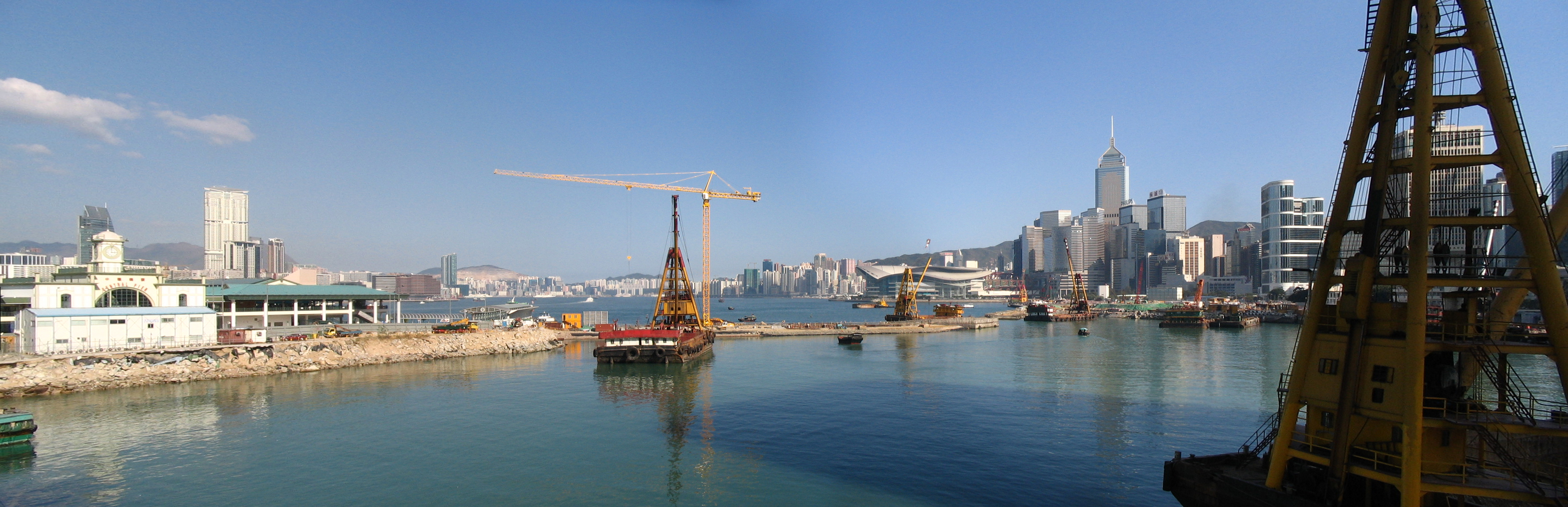
鳥瞰《中區填海計劃》第3期的土地 （攝影於2006年8月）
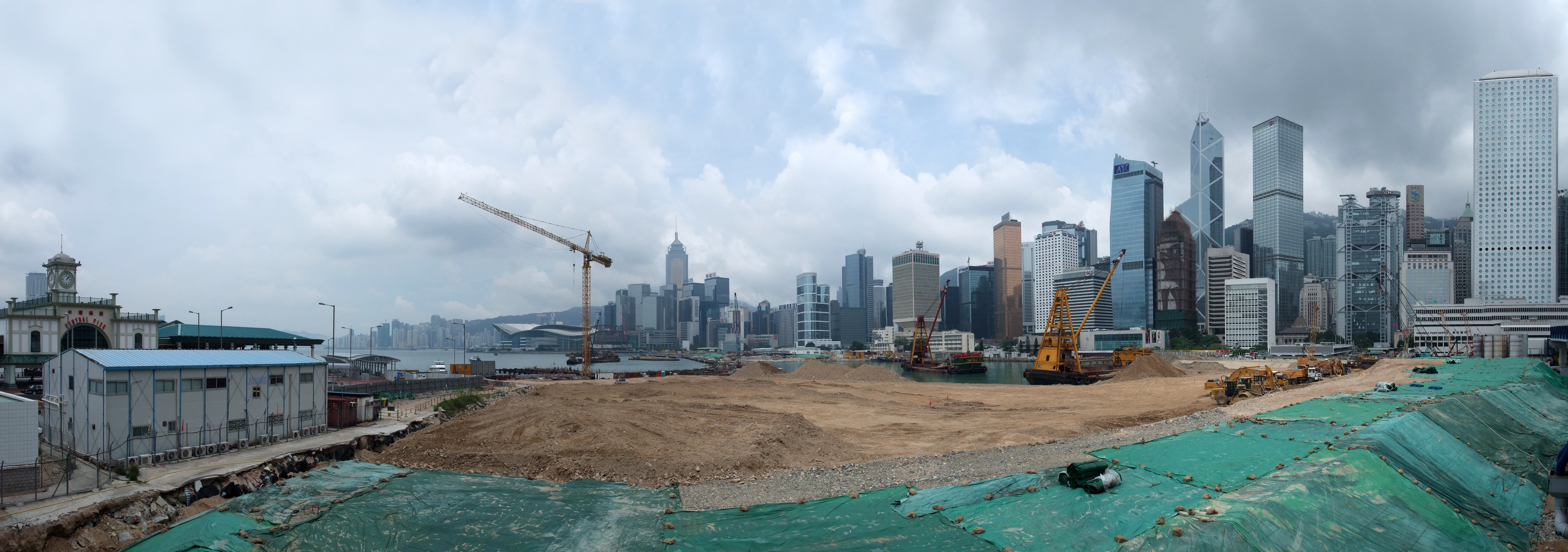
《中區填海計劃》第3期的海堤 （攝於2008年1月）
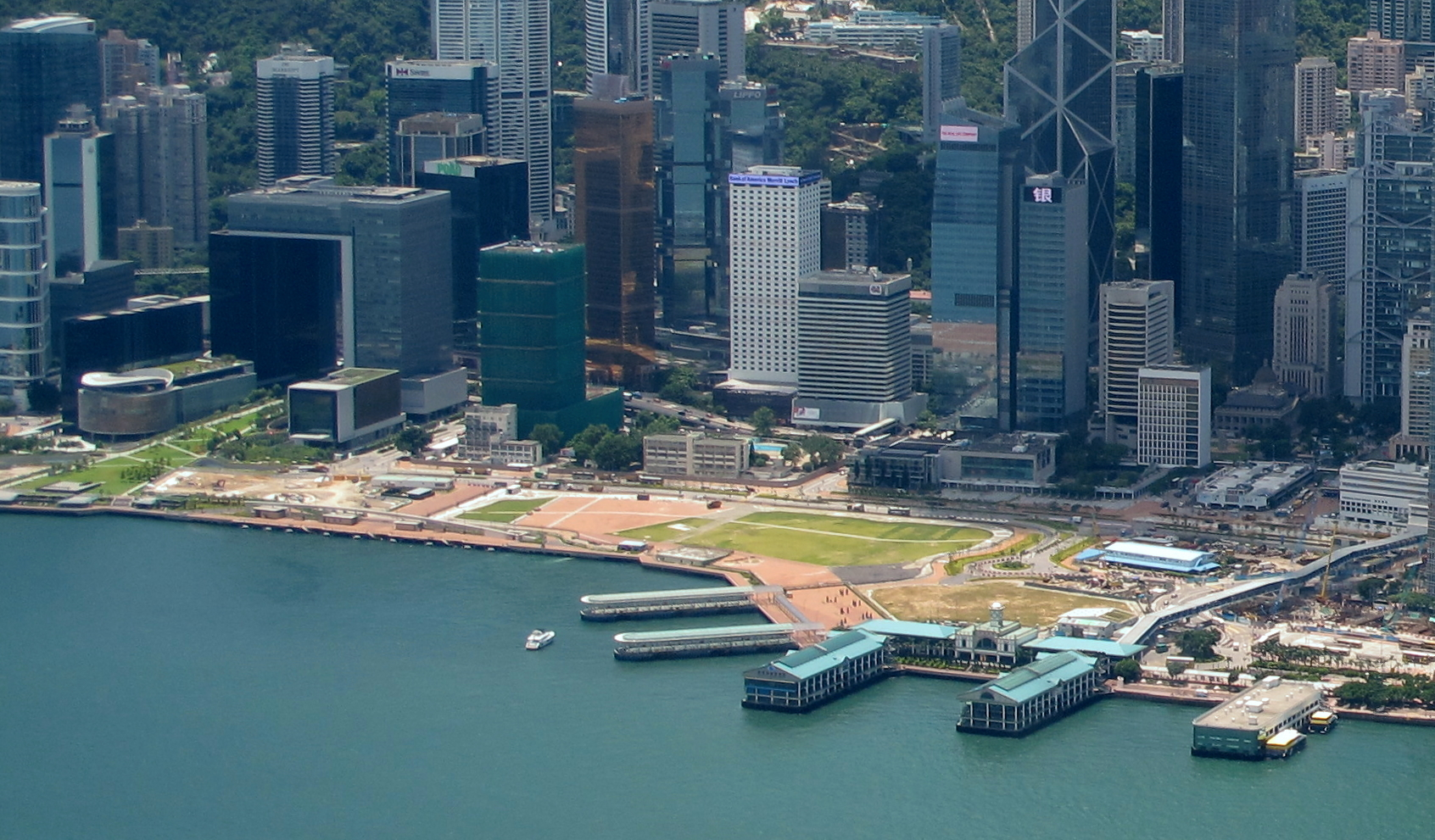
《中區填海計劃》第3期 （攝於2008年5月）
- 《中區填海計劃》第3期 
（攝於2013年8月）

### 灣仔發展計劃

#### 第1期

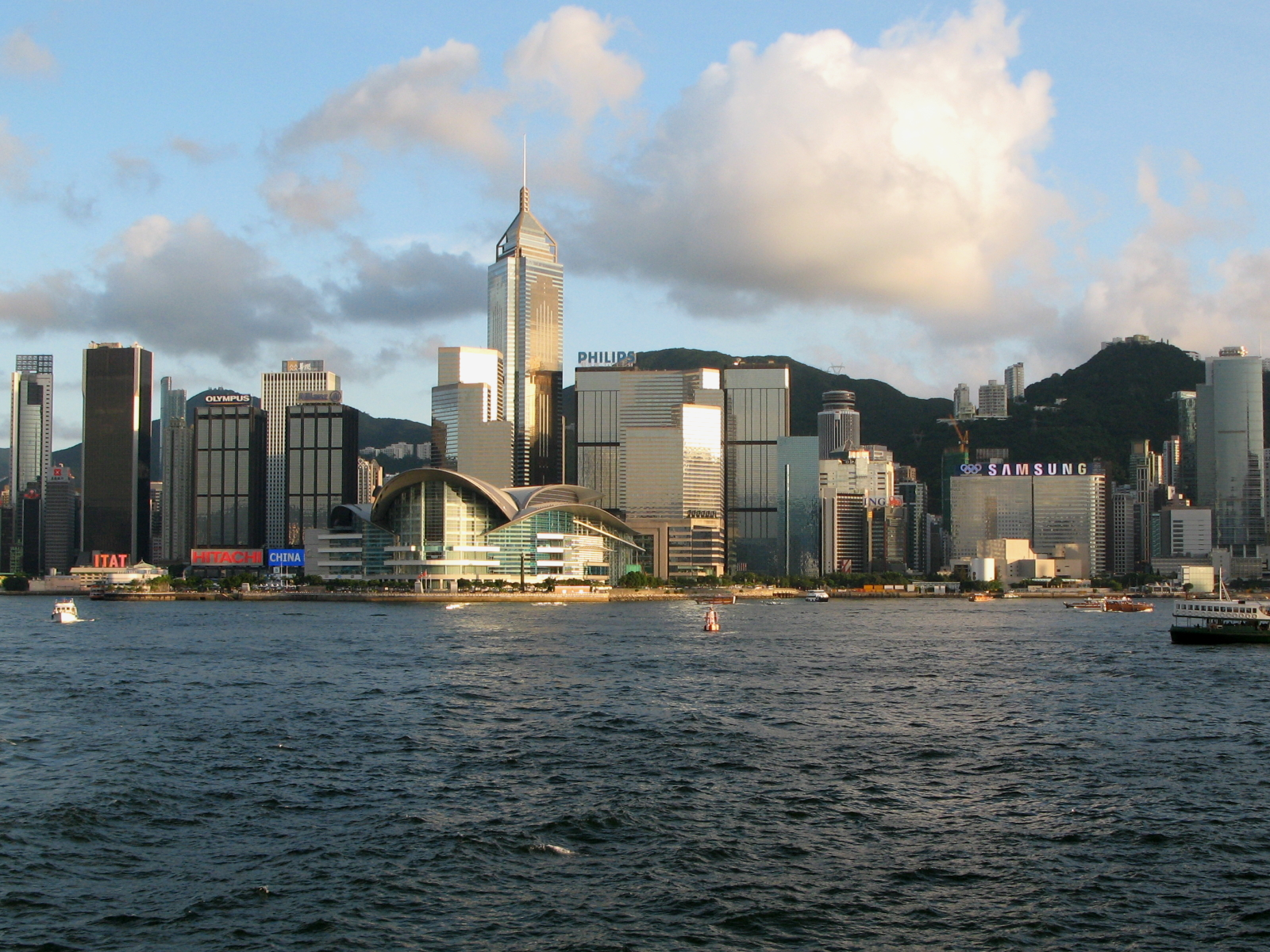
建在灣仔填海計劃第1期填海地的香港會議展覽中心新翼

《灣仔發展計劃》第1期工程是在香港會議展覽中心以北建造一座約7公頃的人工島，用以興建香港會議展覽中心新翼，並興建預留泵房，以安置日後受灣仔發展計劃第2期影響的部分冷卻水泵房，耗資5億9千萬港元，工程由香港貿易發展局代建，於1994年3月展開，於1995年10月完成。
現有主要建築物：
- 香港會議展覽中心新翼
- 金紫荊廣場

現有道路：
- 博覽道
- 博覽道中
- 博覽道東

#### 第2期

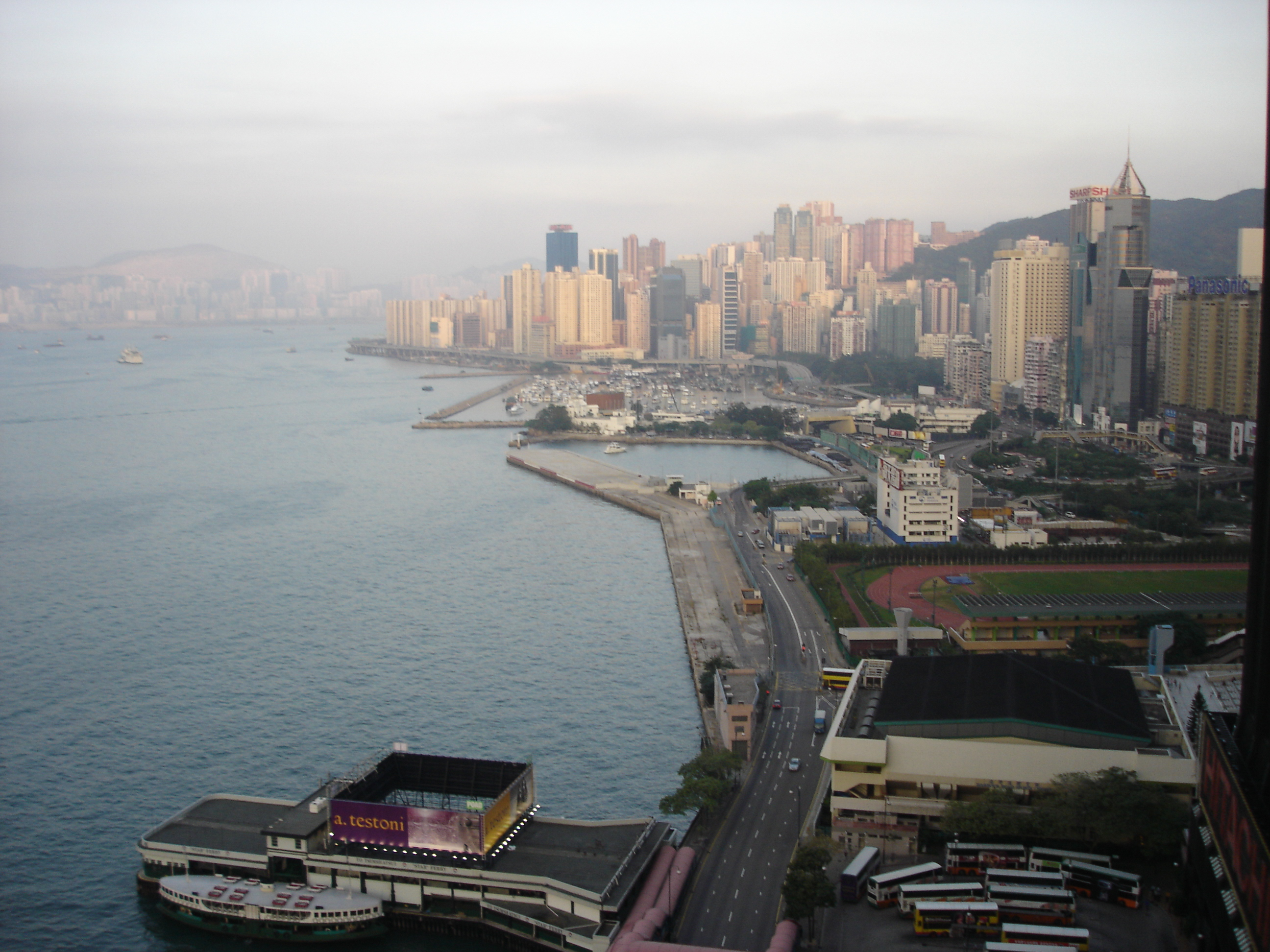
《灣仔發展計劃》第2期填海工程範圍

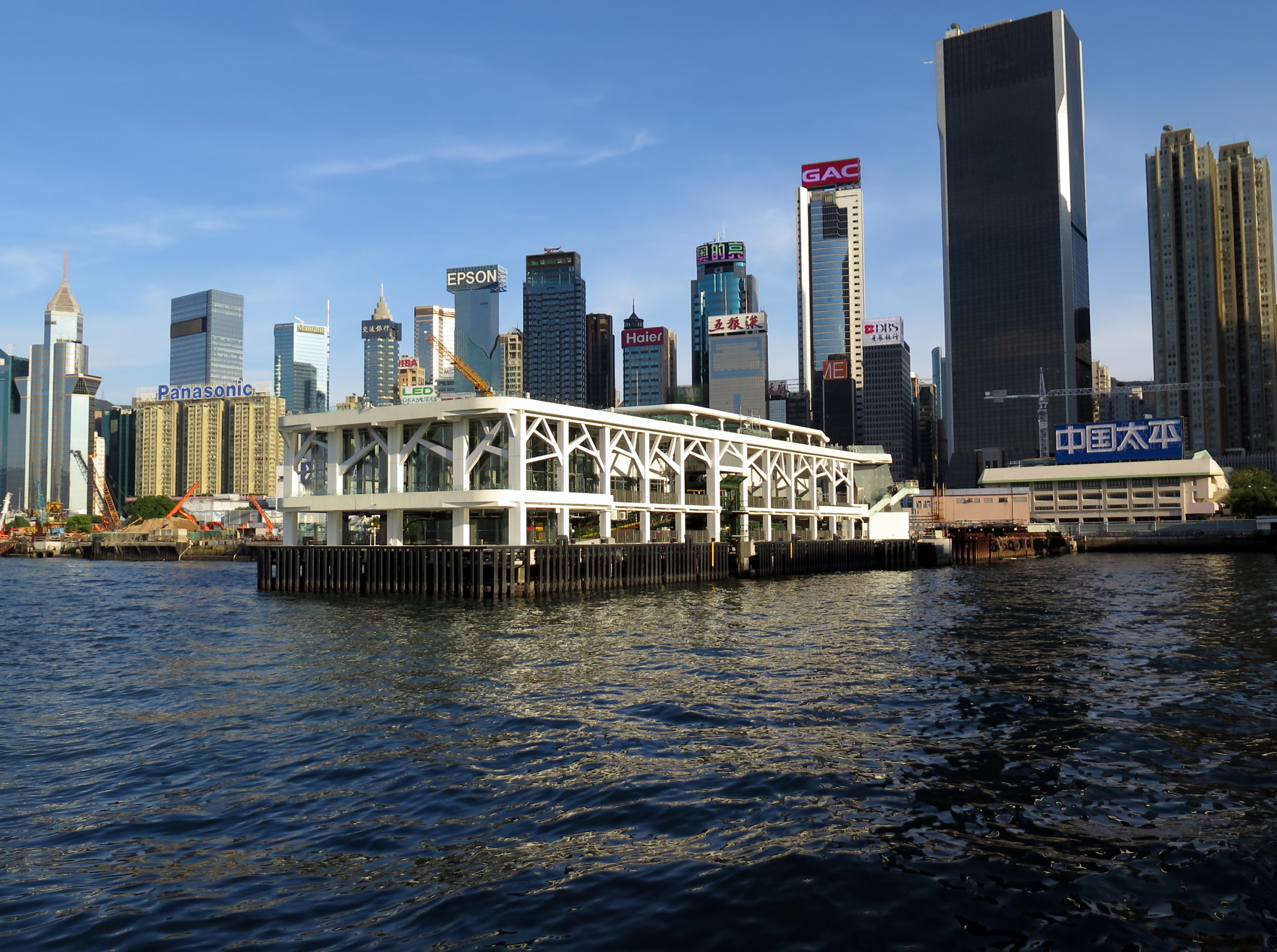
新灣仔碼頭於2014年8月30日啟用

《灣仔發展計劃》第2期工程是在香港會議展覽中心新翼以東至銅鑼灣避風塘沿岸，建造土地興建中環灣仔繞道、鐵路及道路預留位置及海濱長廊等設施，原計劃包括在銅鑼灣避風塘海堤興建海心公園。由於香港政府重新組織了《中區填海計劃》第3期的部份工程，其中在香港會議展覽中心新翼以西至中信大廈對出的海旁填造面積5.3公頃的工程被併為此計劃的一部份。
原來計劃填海26公頃，擬定於2004年年初展開工程，於2010年完成。其後因為城市規劃委員會於2004年受到訴訟挑戰失敗，因而被迫重新檢討計劃，交由共建維港委員會進行優化海濱研究，重新進規劃。有關研究於2007年6月進入詳細規劃階段，於同年底完成發展圖則。《灣仔發展計劃》第2期工程包括於香港會議展覽中心新舊翼間之水道範圍內，進行土地平整和興建中環灣仔繞道隧道，以及重置臨海受影響的設施。工程合約為香港建造業創造了約900個就業職位。
《灣仔發展計劃》第2期的主要目標為於灣仔北及北角提供興建中環灣仔繞道所需的土地。項目落成後所新增的土地將會發展成為一條世界級海濱長廊，連接中環新海濱長廊，供予公眾享用。此項工程於2009年12月展開。
2013年1月30日，土木工程拓展署批出灣仔發展計劃第2期的第4份工程合約，包括在灣仔西進行土地平整、興建中環灣仔繞道、中部通風大樓地基、雨水箱形暗渠以及相關道路工程，合約總值33億5千萬港元。工程隨即於翌日展開，預計於2017年年中完成，配合中環灣仔繞道於同年通車。
土木工程拓展署於2015年3月27日表示，承建商工人於2014年年底在舊灣仔碼頭對開範圍清理海底沉積物，以備進行《灣仔發展計劃》第2期填海及中環灣仔繞道隧道工程時，於海床約6米下發現一個體積長約40米、闊約20米和高約2米的大型不動金屬物體，懷疑為沉船的部分殘骸；初步資料經過至少3個月的勘探，而勘探工程則仍在繼續。發展局表示已經暫停在該範圍內所進行的工序。有學者估計該些殘骸可能屬於於第二次世界大戰期間被擊沉的戰艦，亦有可能是於同時期被英國皇家海軍自行炸沉的添馬艦。而香港浸會大學歷史學系助理教授鄺智文則認為，第二次世界大戰時期闊度達20米的船隻不多，推算殘骸之來源可能為大日本帝國海軍的「音羽山丸」運油船。

##### 海濱設計研究

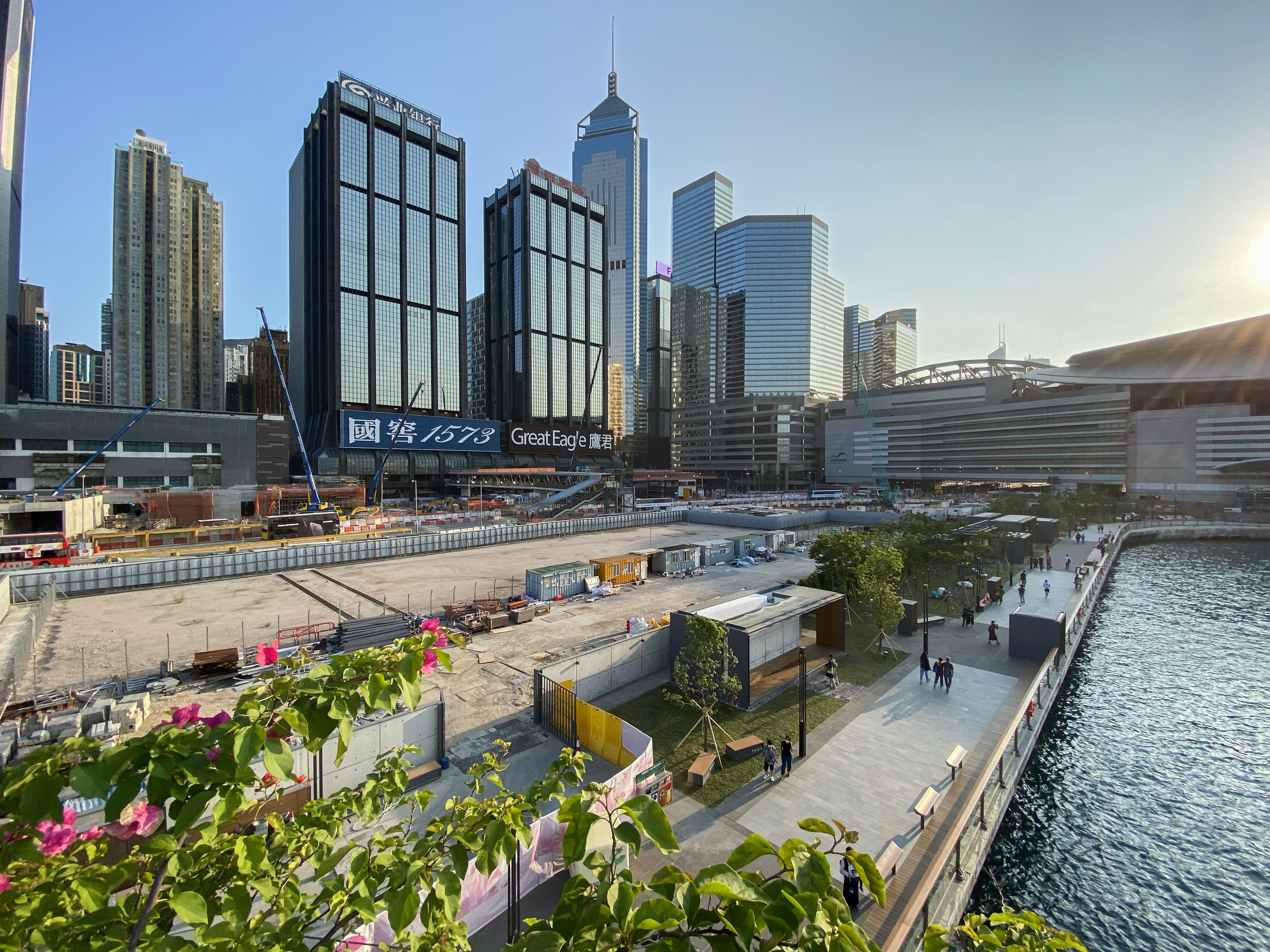
介乎會展至灣仔碼頭之間，佔地逾2.9萬平方呎的休憩空間在2021年3月19日對外開放

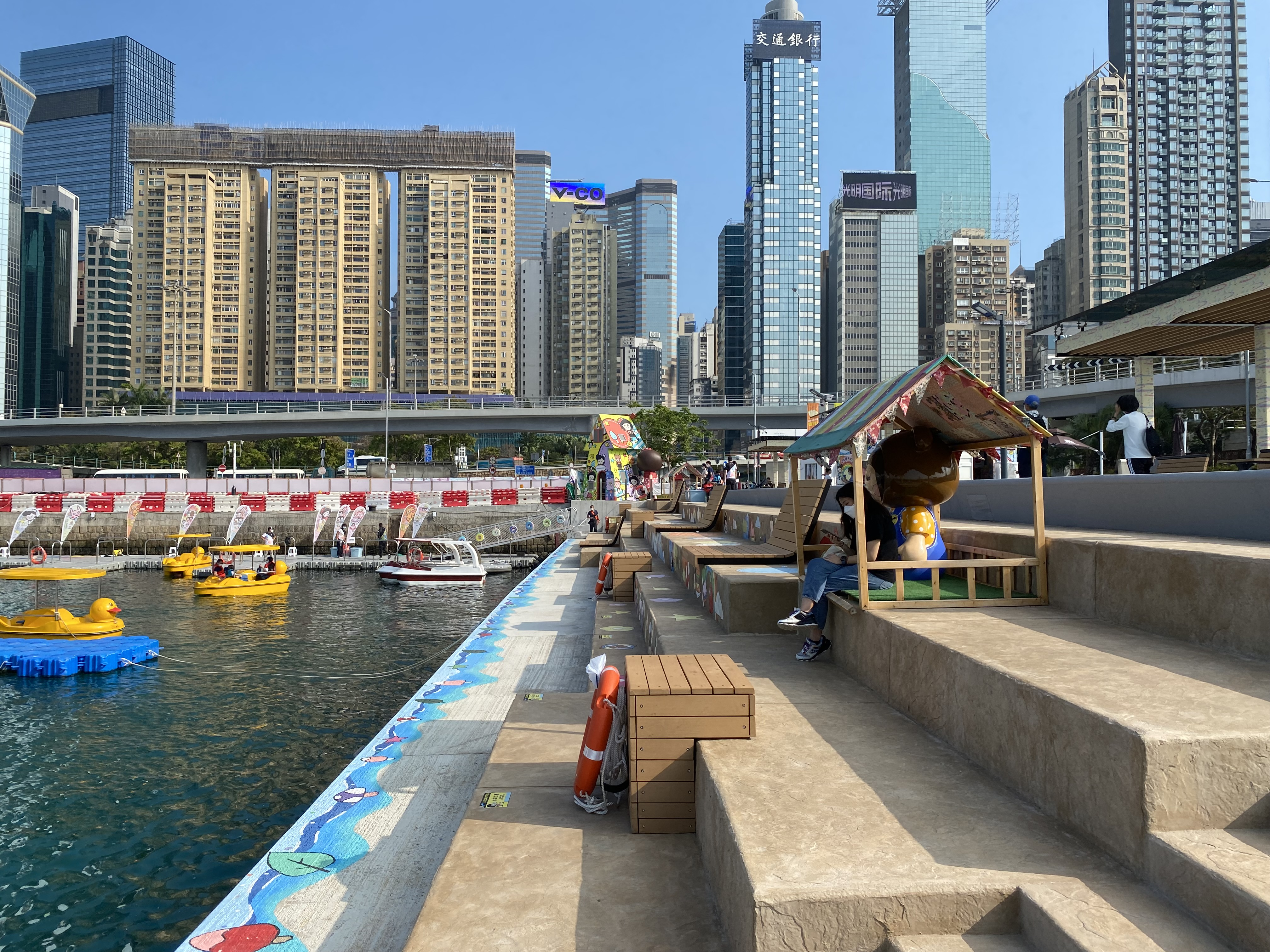
位於灣仔海濱旁的維港海上樂園，設置了無欄杆梯級式沿岸設計和限定“維港鴨仔船”

2015年6月，規劃署展開「灣仔北及北角海濱城市設計研究」第一階段公眾參與，為填海計劃範圍設全面的規劃及設計綱領，作為未來發展海濱優化的指引，以建設灣仔及北角海濱地區成為一個更具吸引力、更方便暢達、更具活力及可持續發展的海濱，供公眾享用。署方擬將灣仔北及北角海濱分為5大主題區，包括慶典、渡輪碼頭畔、新水上康樂、活力避風塘及東岸公園主題區。另外，當局又計劃提出興建有遮擋的行人通道，連接渡輪碼頭畔主題區及新灣仔碼頭；而在銅鑼灣避風塘及前公眾貨物裝卸區的水域則引進浮動泳池、下水台階及木板走道等，拉近人與水之間的距離。第二階段公眾諮詢在2016年中旬完成。
2018年9月，政府向海濱事務委員會交代中環段至會展、灣仔碼頭旁共兩段海濱長廊的初步設計，碼頭廣場位置一度提出以「紅白藍」三色作為「香港身分」（Hong Kong Identity）設計主題。結果被灣仔區議會大坑選區議員楊雪盈批評設計低俗和過時，而且同香港無關。
2019年12月9日，規劃署公佈「灣仔北及北角海濱城市設計研究」優化後的城市設計大綱。5個主題區設計與之前所規劃一致，擬沿海濱建造一條長達3.4公里單車徑，其中約1.6公里路段會指定用作「休閒單車徑」，餘下1.8公里採用共享安排，由行人、跑步者同單車人士共用。

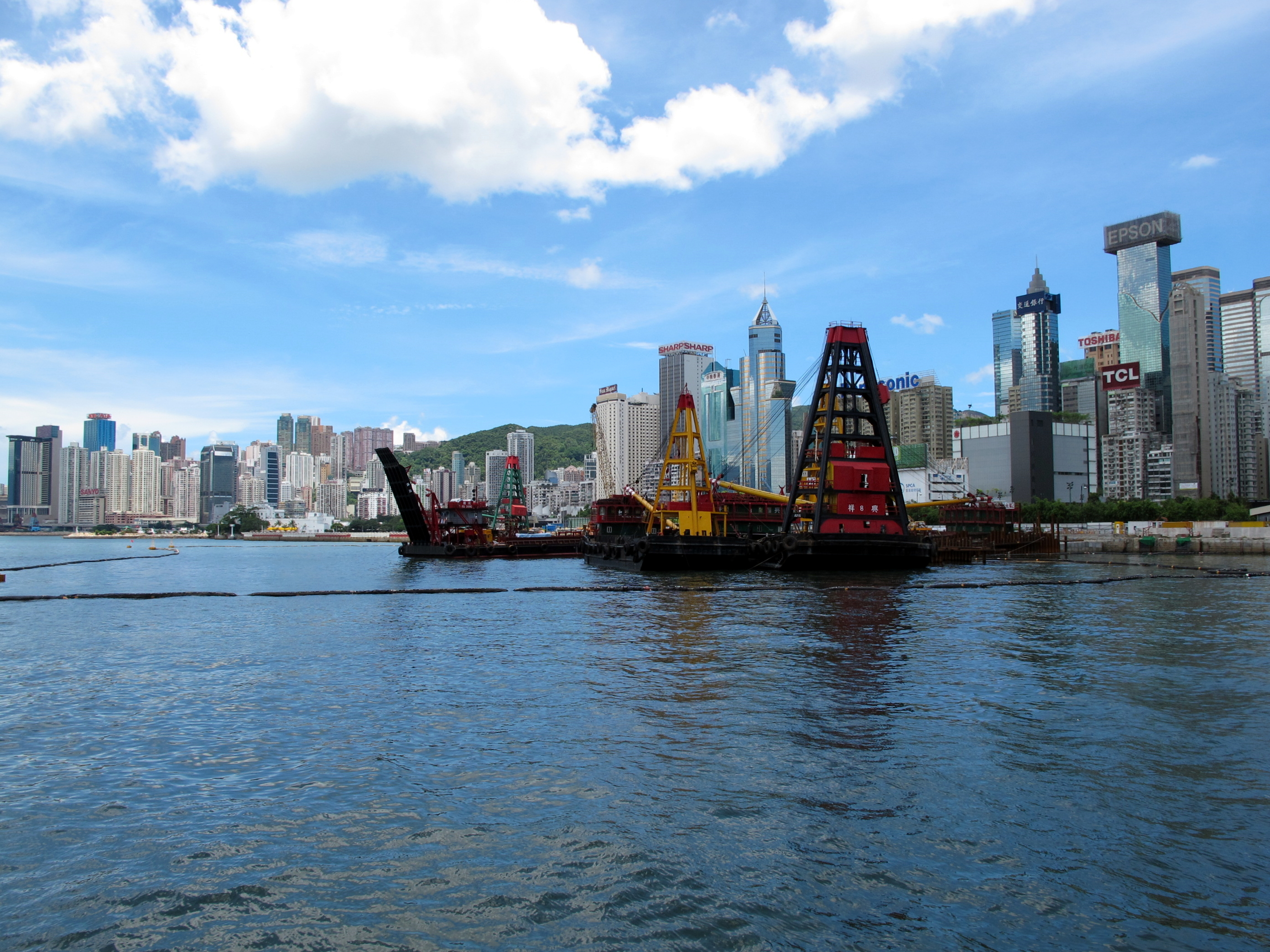
填海工程（2010年7月）
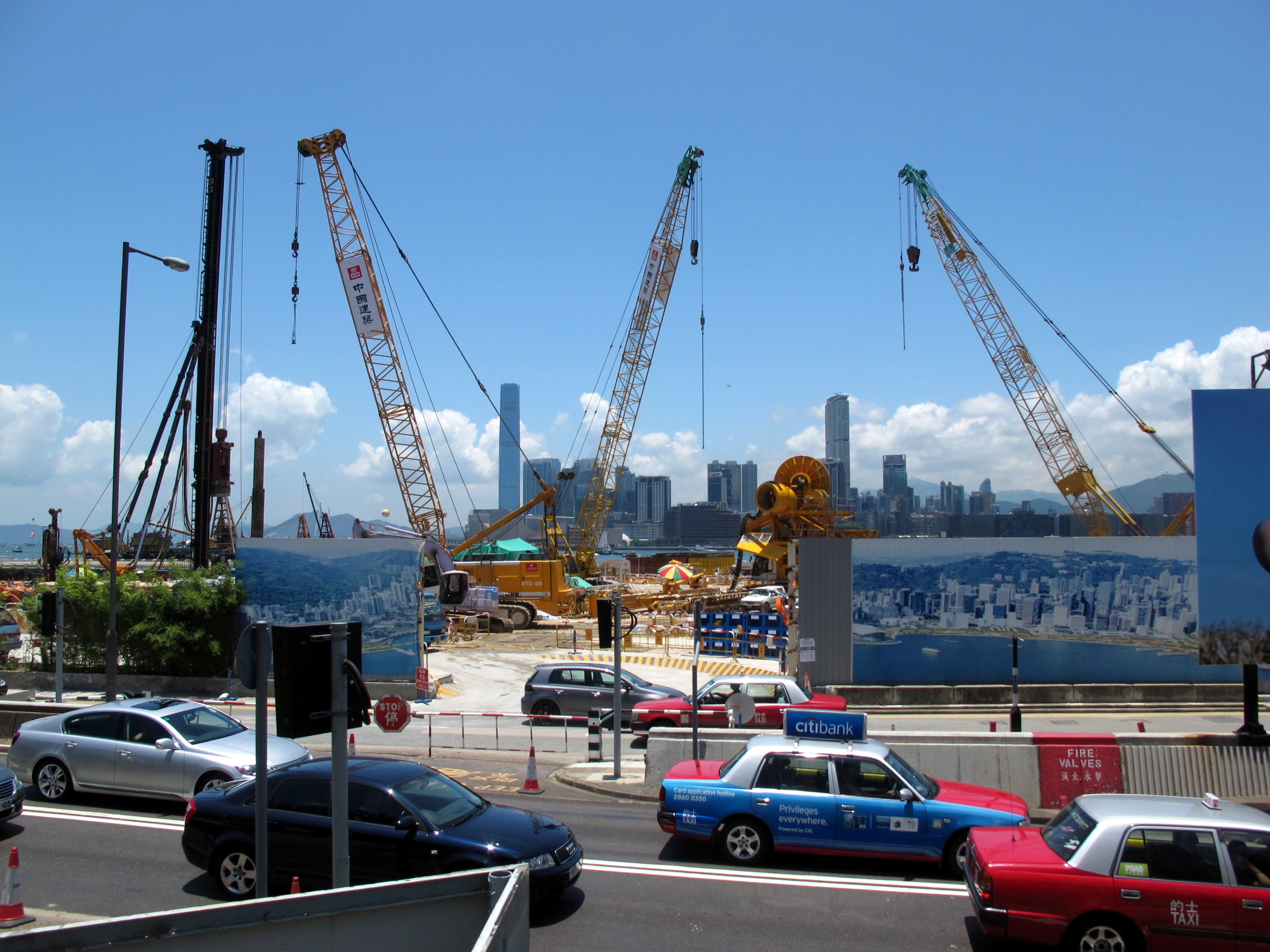
填海工程（2011年7月）
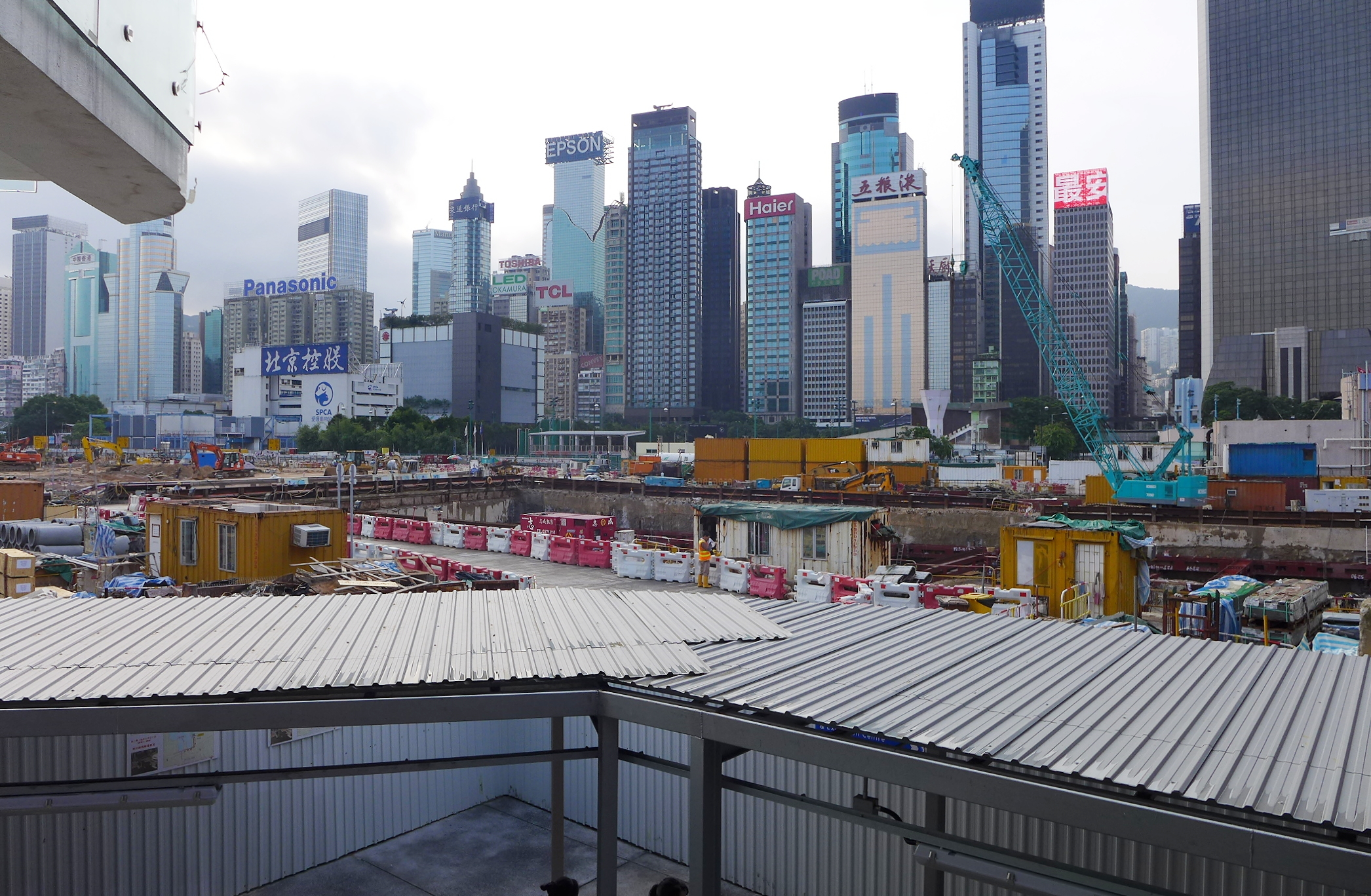
填海工程（2014年10月）
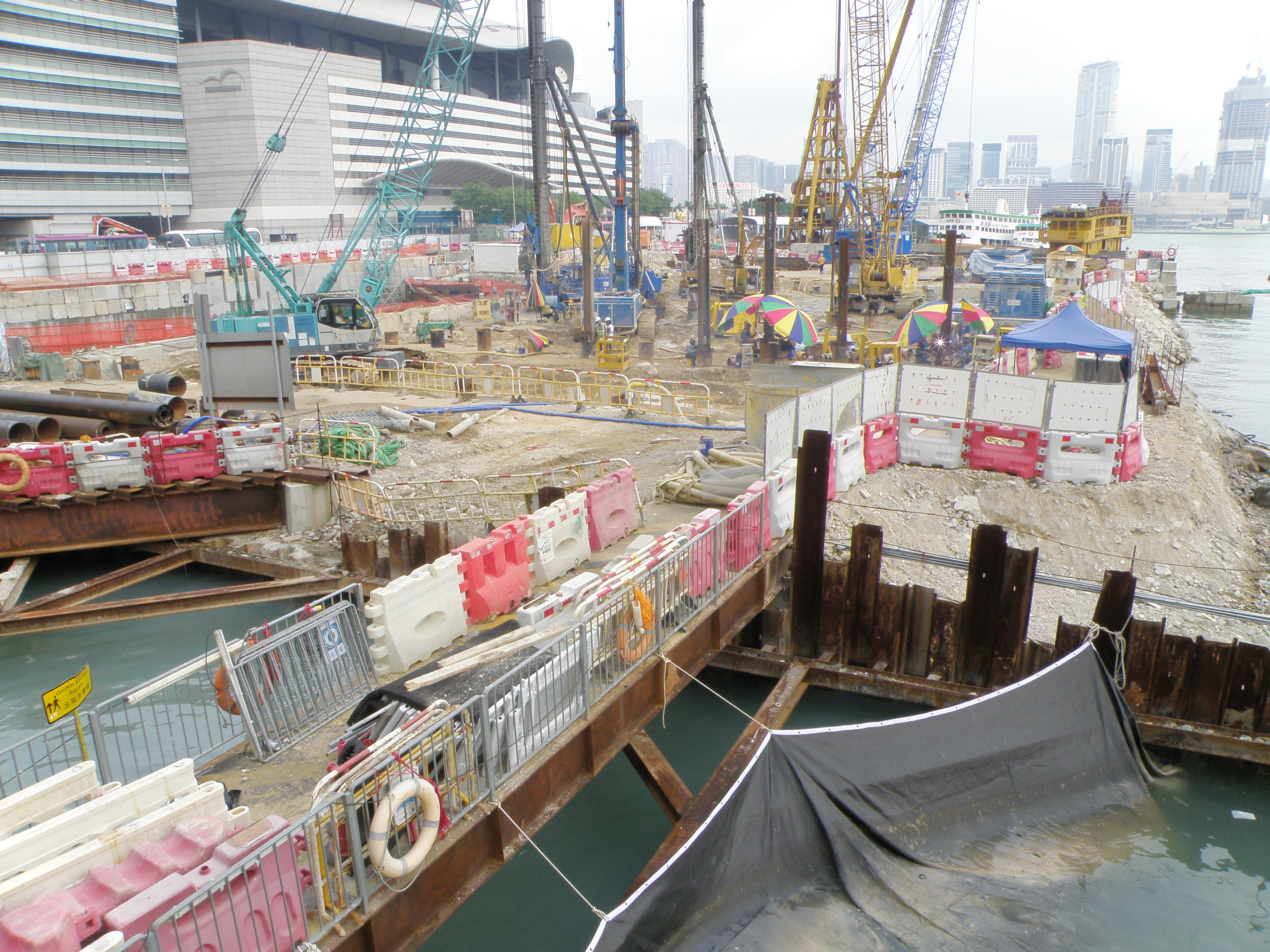
填海工程（2015年9月）
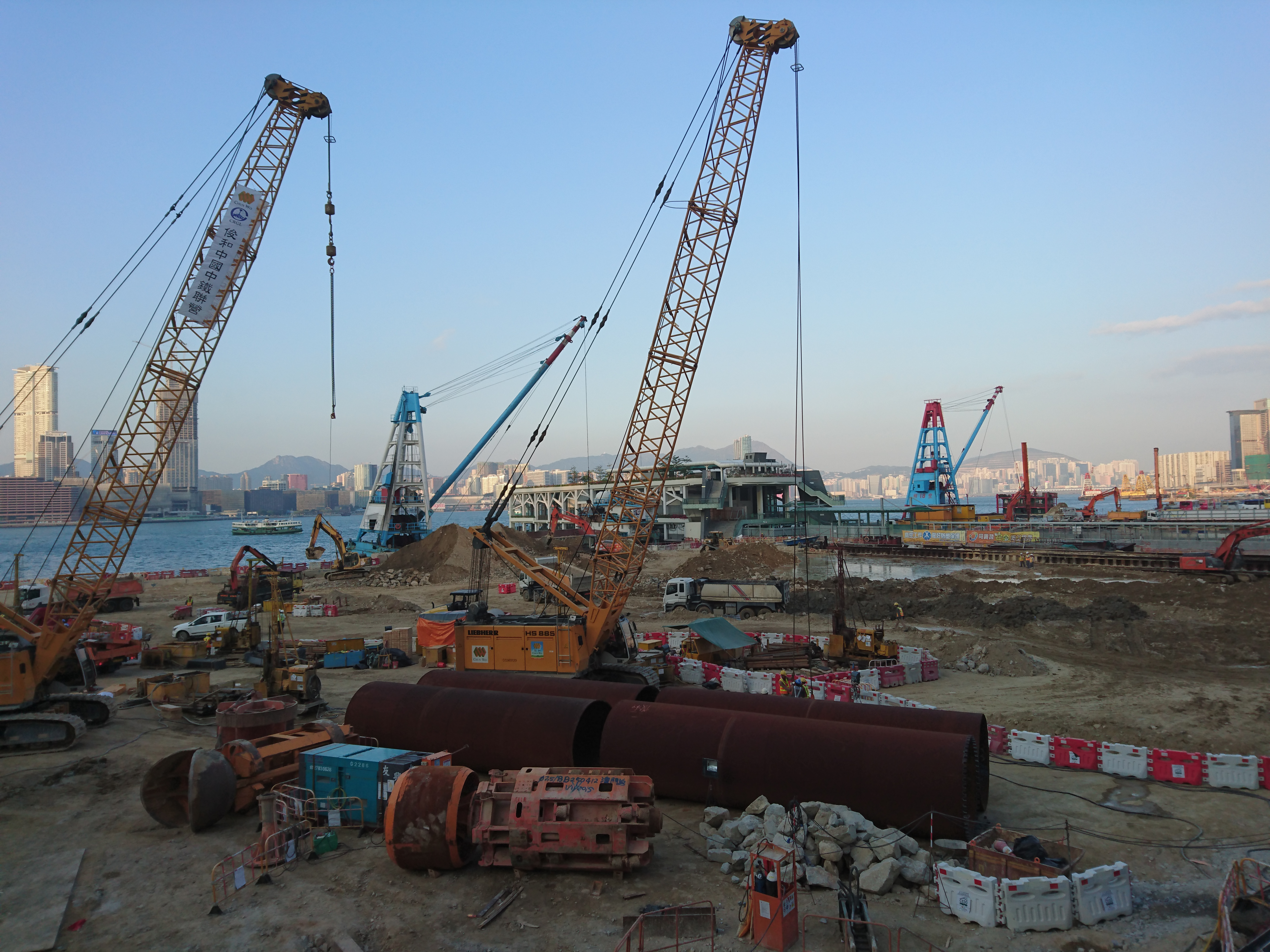
填海工程（2015年11月）
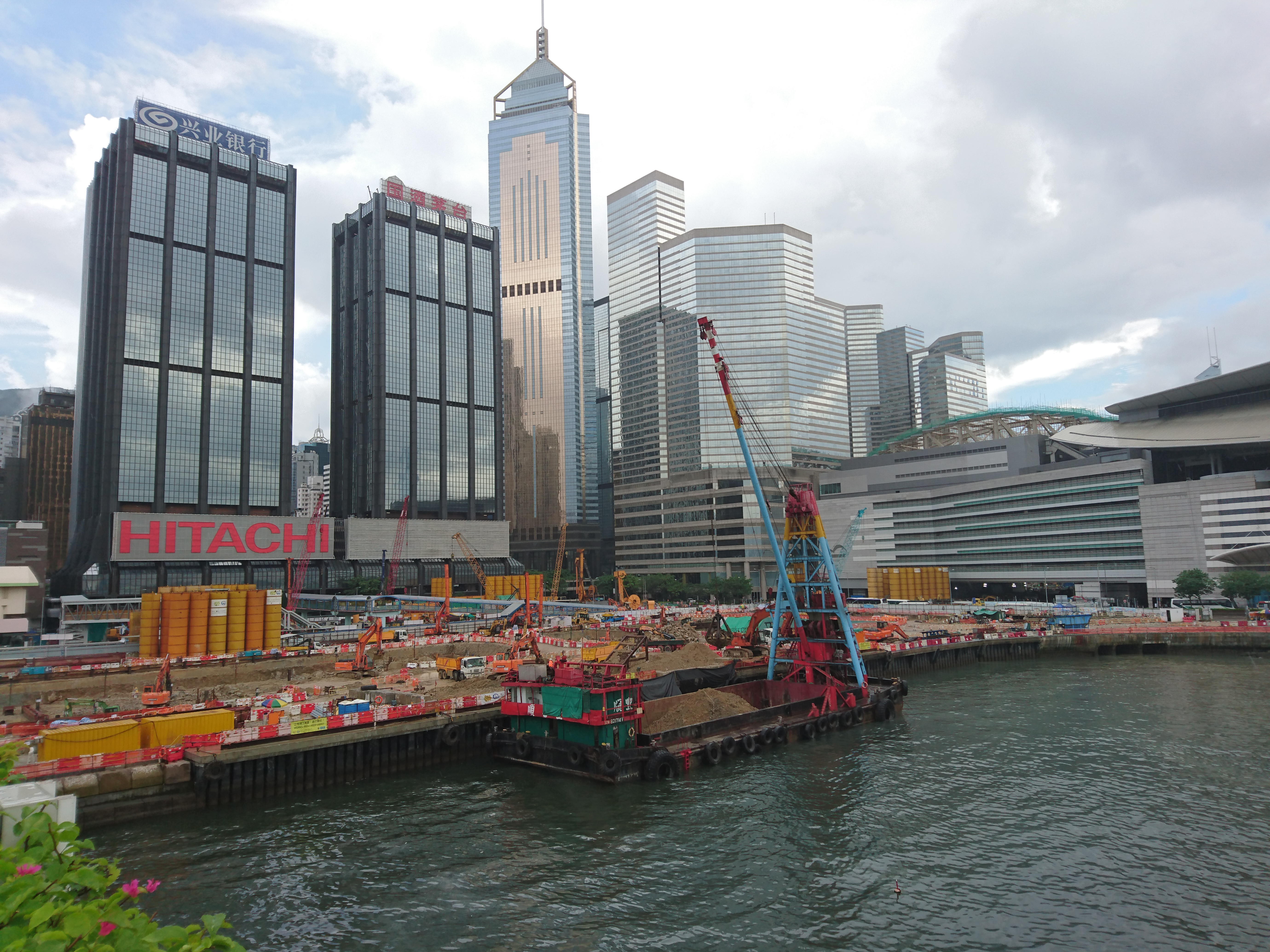
填海工程（2016年6月）
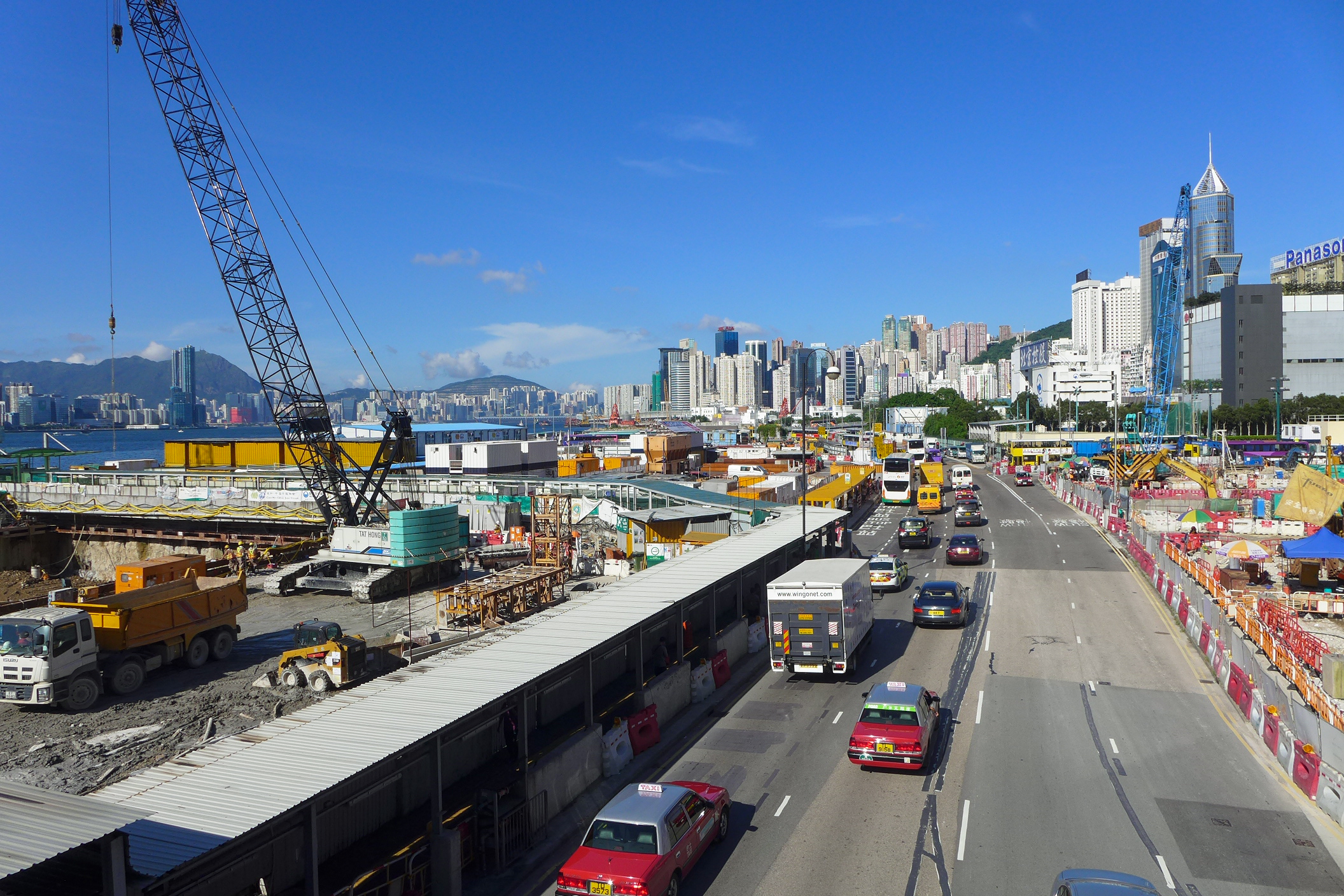
填海工程（2018年7月）

2021年1月，灣仔北海濱長廊對外開放，其中灣仔北公共運輸交匯處右方的空間為約1公里長，地上及圍欄設置了插畫家麥雅端創作的Chocolate Rain主題作品。而來往灣仔北公共運輸交匯處和灣仔碼頭的通道變成粉紅色為主題的打卡裝置。到同年3月19日，介乎會展至灣仔碼頭之間，佔地逾2.9萬平方呎的休憩空間對外開放。該處設置了清水混凝土和木系建成的簡約構築物，並設置了相框和霓虹燈裝飾，吸引市民拍照留念。到同年12月24日，「海岸堤階」主題區連同長280米的新海濱長廊正式開放，該處設有草地、戶外桌椅及兒童遊樂等設施，亦提供20艘限定“維港鴨仔船”。
現有主要建築物：
- 灣仔碼頭
- 灣仔海濱長廊

## 受工程影響建築物
中區填海計劃第1期
- 卜公碼頭
- 中環海濱公園
- 統一碼頭
- 港內線渡輪碼頭
- 港外線渡輪碼頭
- 中區政府碼頭

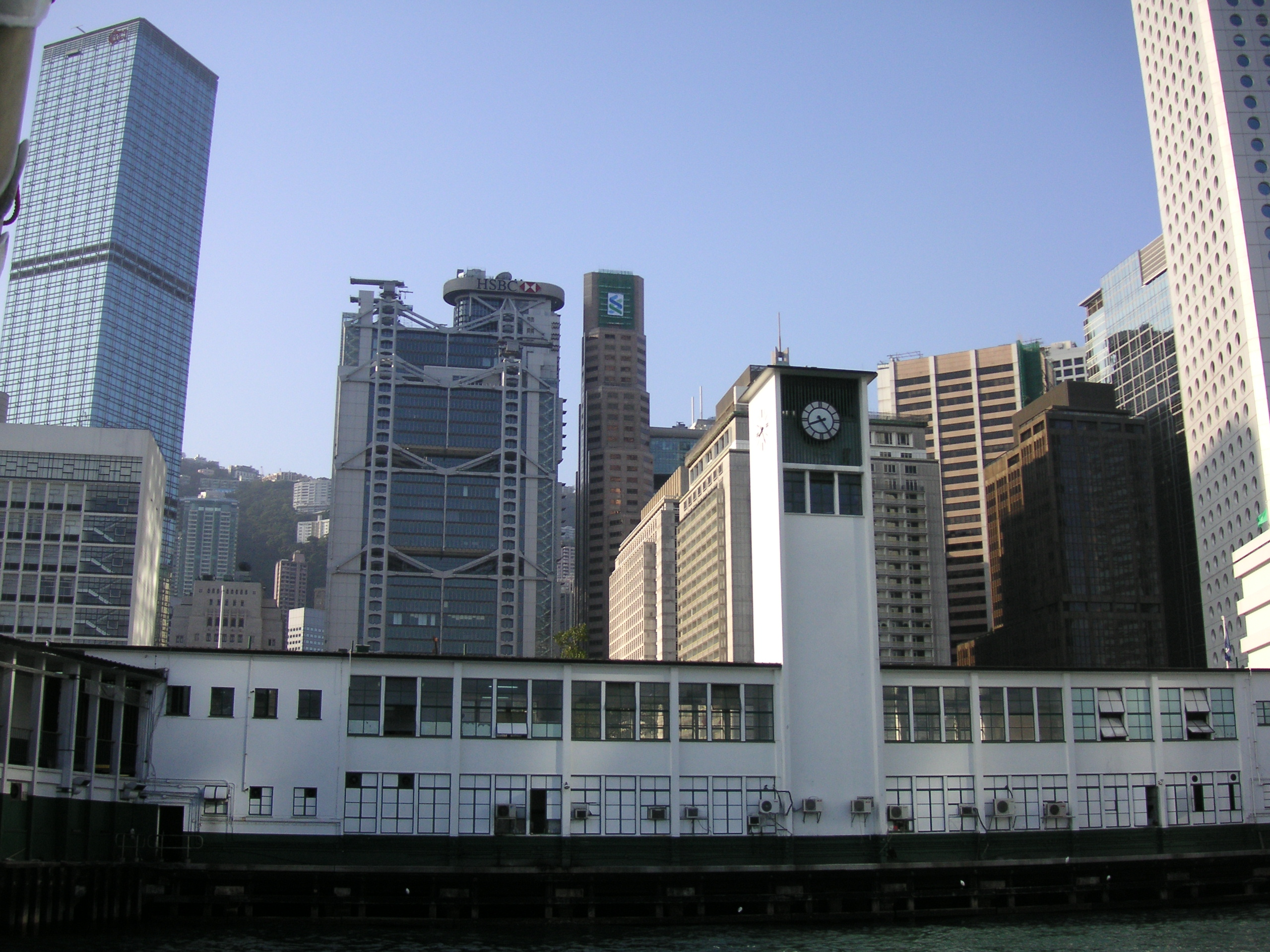
愛丁堡廣場碼頭（於2006年拆卸）

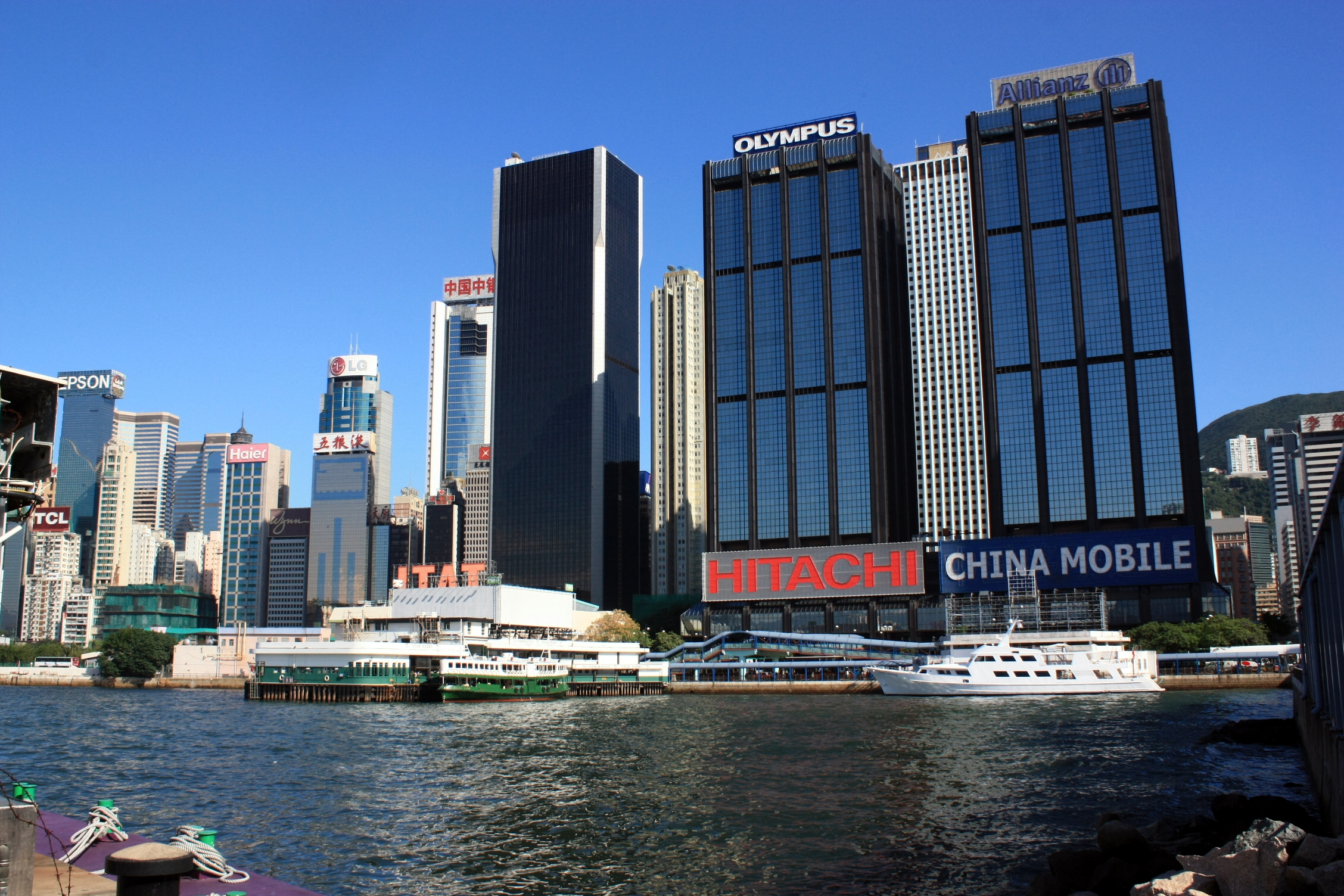
灣仔碼頭

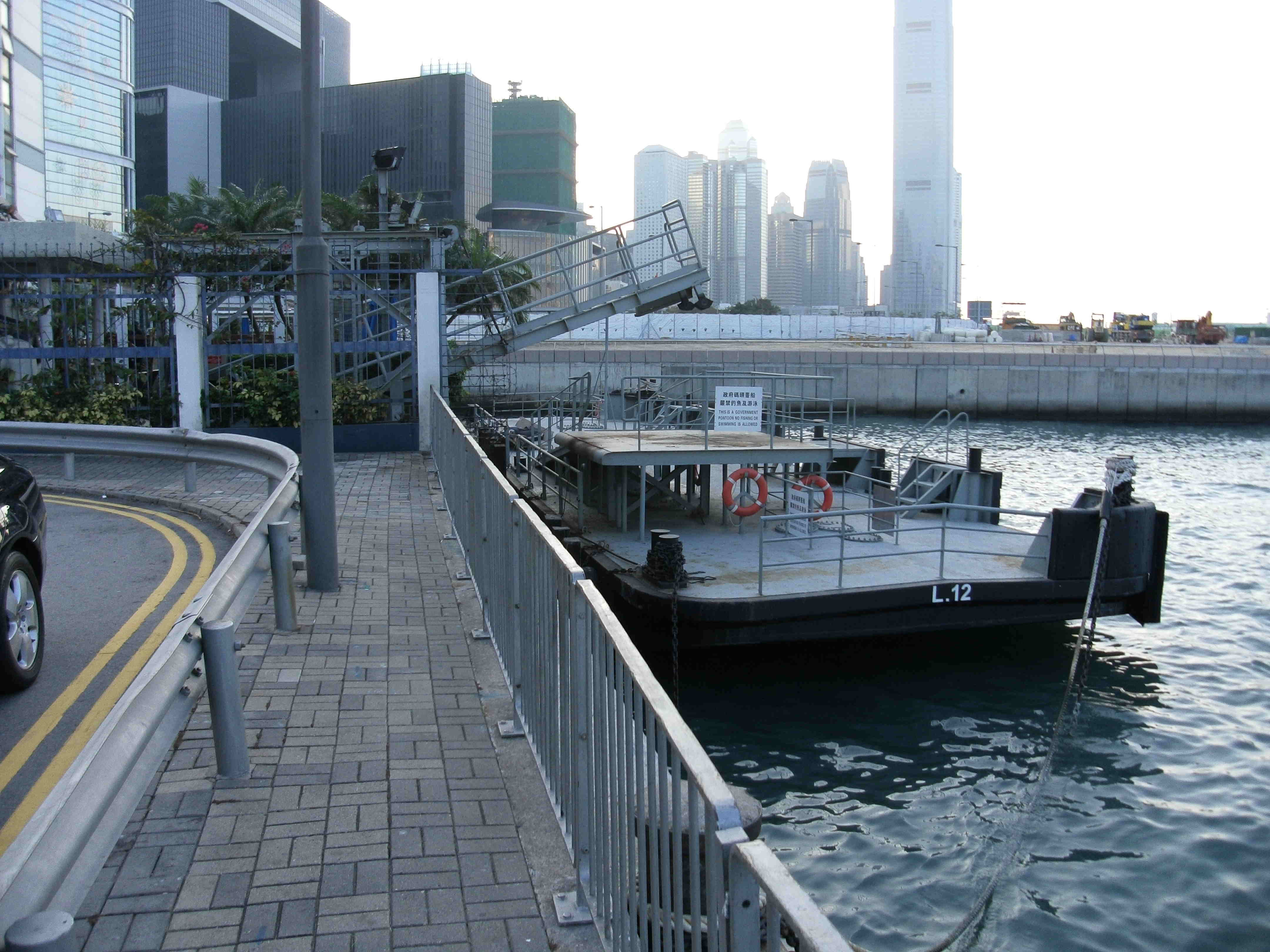
分域碼頭

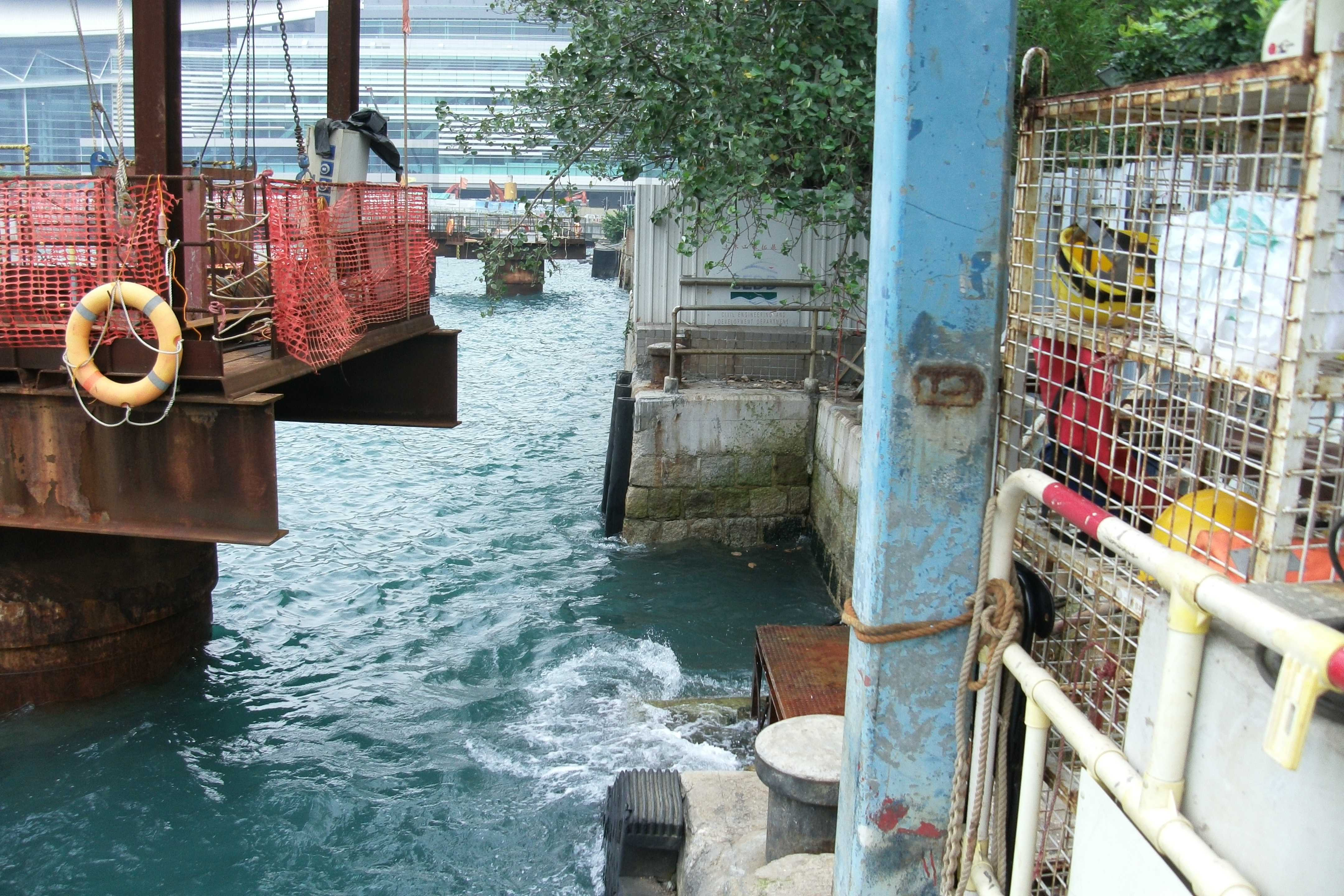
封閉並準備拆卸的分域碼頭街梯台

- 交易廣場、怡和大廈、置地廣場、歷山大廈、太古大廈及太子大廈海水泵房[28]

中區填海計劃第2期
- 添馬艦海軍基地

中區填海計劃第3期
- 添馬艦公園
- 中區直昇機坪及軍用碼頭
- 愛丁堡廣場碼頭
- 大會堂碼頭
- 皇后碼頭
- 匯豐總行海水泵房

灣仔發展計劃第1期
- 香港會議展覽中心海濱廣場

灣仔發展計劃第2期
- 灣仔碼頭
- 分域碼頭
- 港鐵南海水泵房
- 太古廣場海水泵房
- 分域碼頭街梯台[29]
- 灣仔貨物裝卸區
- 灣仔海濱長廊
- 香港遊艇會
- 警官俱樂部
- 怡和午炮
- 銅鑼灣避風塘

### 引用
1. ↑  房屋及規劃地政局「高等法院就中區填海作出裁決」 （页面存档备份，存于），2003年10月6日
2. ↑  房屋及規劃地政局「中區填海第三期工程檢討完成」 （页面存档备份，存于），2003年12月5日
3. ↑  房屋及規劃地政局「政府歡迎法庭有關中區填海第三期工程的裁決」 （页面存档备份，存于），2004年3月9日
4. ↑  房屋及規劃地政局「政府公布共建維港委員會成員名單」 （页面存档备份，存于），2004年4月28日
5. ↑  啟德發展 海濱長廊達11公里 （页面存档备份，存于） 《東方日報》 2013年4月15日
6. ↑  陳茂波﹕啟德跑道公園年內開放 （页面存档备份，存于） 《明報》 2013年4月15日
7. ↑  中環新海濱地 市民有望坐摩天輪[永久] 《星島日報》 2013年4月15日
8. ↑  陳茂波：部分臨海用地今年將以短租形式租出[永久]
9. ↑  中環海濱招租供表演展覽 （页面存档备份，存于） 《星島日報》 2013年10月2日
10. ↑  . 獨立媒體. 2021-06-21  [2022-03-09]. （原始内容存档于2022-01-09）.
11. ↑  . 香港01. 2021-11-03  [2022-03-09]. （原始内容存档于2021-11-29）.
12. ↑  . 地鐵公司 (报告). 1995-06-30: 8.
13. ↑  .   [2011-09-14]. （原始内容存档于2012-07-21）.2012年1月13日
14. ↑  中環海濱擬建綠色供電樓 （页面存档备份，存于） 《東方日報》 2013年10月23日
15. ↑  .   [2014-06-11]. （原始内容存档于2014-07-14）.
16. ↑  . 2014-12-05  [2014-12-20]. （原始内容存档于2014-12-06）.
17. ↑  灣仔發展計劃第二期 （页面存档备份，存于） 2011年9月8日
18. ↑  .   [2020-09-28]. （原始内容存档于2019-05-13）.
19. ↑  「添馬艦」重見天日？ （页面存档备份，存于） 《東方日報》 2015年3月28日
20. ↑  . 蘋果日報. 2015年3月28日  [2015年3月29日]. （原始内容存档于2015年3月29日）.（繁體中文）
21. ↑  殘骸真身是英艦還是日船？ （页面存档备份，存于） 《東方日報》 2015年3月28日
22. ↑  .   [2015-06-22]. （原始内容存档于2015-06-22）.
23. ↑  . 立場新聞. 2018-10-19  [2019-12-10]. （原始内容存档于2019-08-18）.
24. ↑  . 明報. 2019-12-10  [2019-12-10]. （原始内容存档于2019-12-10）.
25. ↑  . 香港經濟日報. 2021-01-21  [2021-04-13]. （原始内容存档于2021-04-15）.
26. ↑  張嘉敏. . 香港01. 2021-03-19  [2021-04-13]. （原始内容存档于2021-04-13）.
27. ↑  . 頭條日報. 2021-12-25  [2022-04-23]. （原始内容存档于2022-04-23）.
28. ↑  . 香港置地. 2014: 126-127.
29. ↑  .   [2013-04-03]. （原始内容存档于2011-04-25）.

## 外部連結
- 中環新海濱城市設計研究
- 中環第三期填海工程環境評估（页面存档备份，存于）
- 共建維港委員會（页面存档备份，存于）
- 保護海港協會（页面存档备份，存于）
- 土木工程拓展署—中環及灣仔填海計劃
- 灣仔填海-兩年影像記錄 (YouTube video)（页面存档备份，存于）
- 灣仔填海-半潛船安裝大型預製件 (YouTube video)（页面存档备份，存于）